# Steenbergen (stad)
Steenbergen (uitspraakⓘ) is een Nederlandse stad, gelegen in het westen van de provincie Noord-Brabant. De plaats bevindt zich in de gelijknamige gemeente, en telt 13.375 inwoners. Steenbergen is via de Steenbergse Vliet verbonden met het Volkerak, daarnaast is het gelegen aan de A4.
Steenbergen werd waarschijnlijk gesticht in de tweede helft van de 13e eeuw en is sinds de eerste helft van de 14de eeuw te beschouwen als stad. Het heeft een rijke historie en groeide in de 14e en 15e eeuw, dankzij zoutwinning en handel met Antwerpen en Vlaamse steden als Brugge en Gent, uit tot een handelsstad. Toen door verschillende oorzaken de economische neergang was ingezet, werd Steenbergen in de 16e eeuw belangrijker als vesting- en garnizoensstad. De vesting maakte vanaf 1628 deel uit van de West-Brabantse waterlinie.
Steenbergen is een Oranjestad. Het is sinds 1 januari 1997 de hoofdplaats van de gemeente Steenbergen, de samenvoeging van de voormalige gemeenten Steenbergen en Kruisland, Dinteloord en Prinsenland, Nieuw-Vossemeer en Welberg.

## Buurten en wijken
Steenbergen is onderverdeeld in vier wijken. Van deze wijken wordt er één, Welberg, sinds 2007 door de gemeente ook als afzonderlijk dorp (of kern) beschouwd, maar wordt desondanks als wijk van Steenbergen bestuurd.
- Steenbergen-Centrum (inclusief de buurten Havenkwartier, Oranjewal, Drievierde en Nieuwstad)
- Steenbergen-Noord (inclusief de buurten Kwartier, Noorddonk en Buiten de Veste)
- Steenbergen-Zuid
- Welberg

## Etymologie
De oudste spellingswijze, uit 1267, is Stenberghe. De naam zou eenvoudig verklaard kunnen worden uit berg, een zandopduiking in veen, en steen, wat als stenen gebouw zou kunnen worden geduid. Hij werd echter al gebruikt toen de vervening net op gang was gekomen en er nog geen sprake was van een burcht of ander stenen gebouw.

## Geschiedenis

### Ontstaan en groei

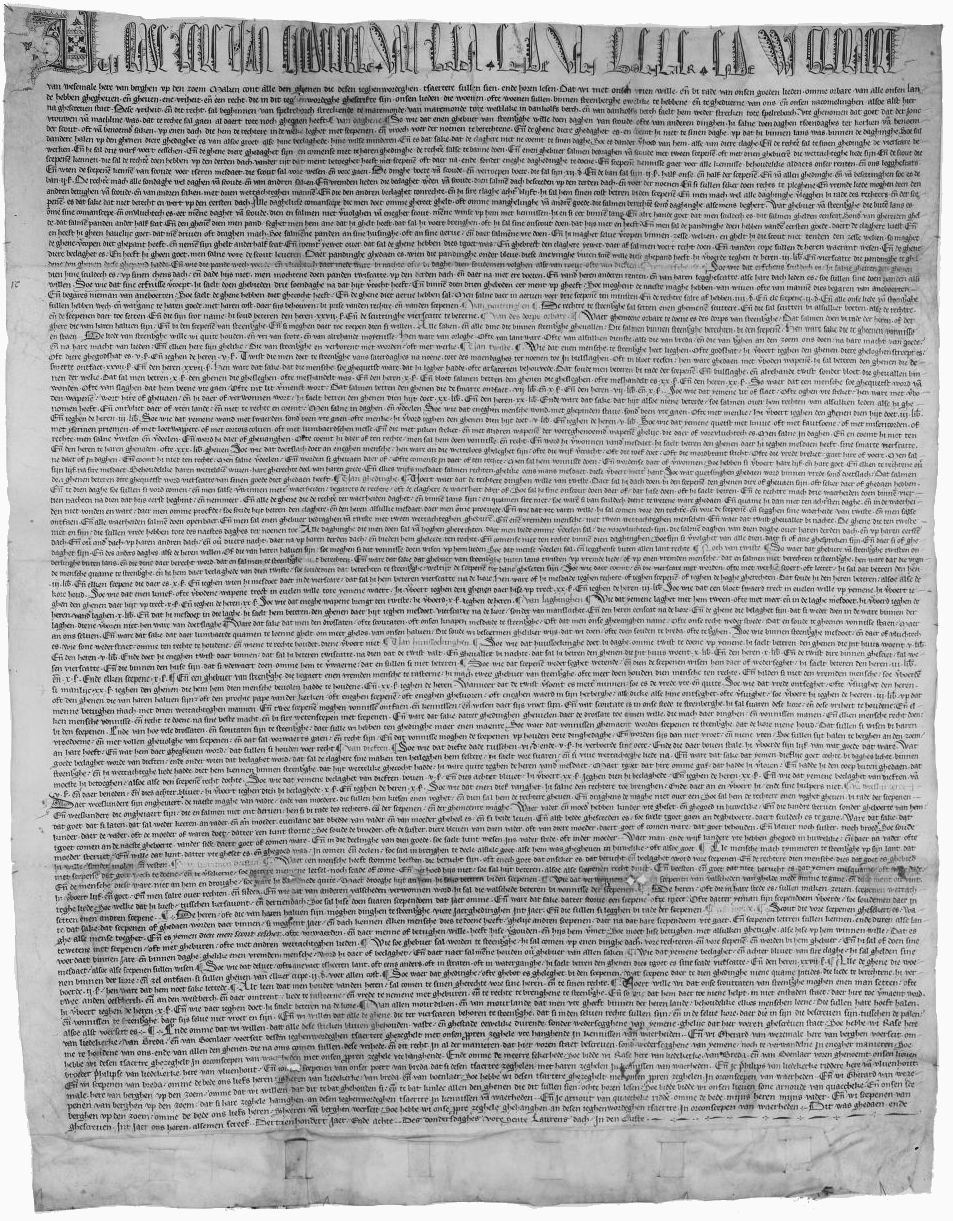
Charter van Steenbergen uit 1308

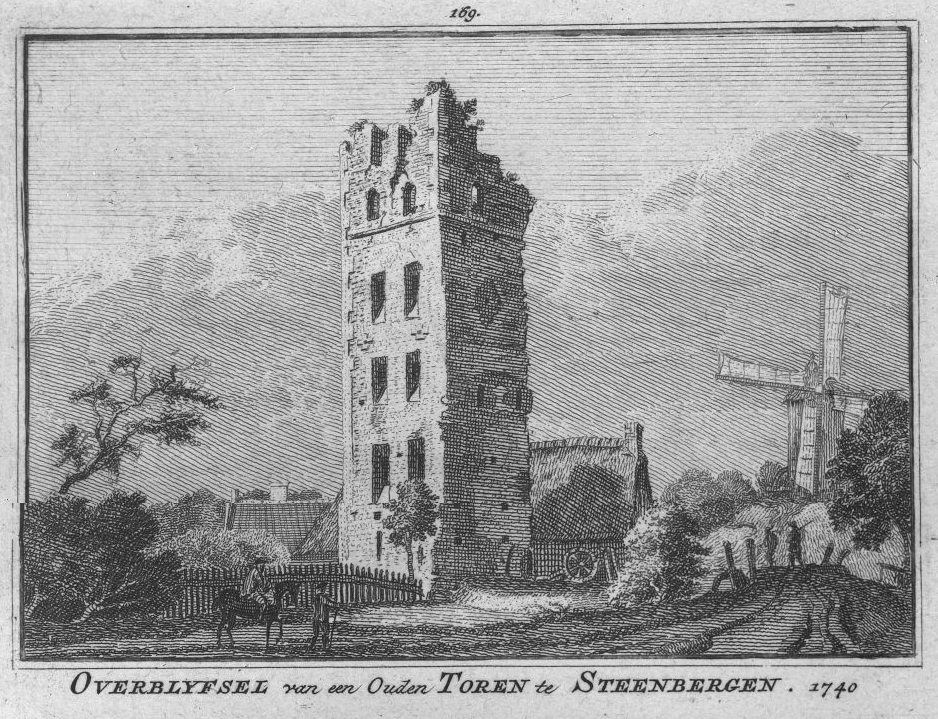
De verdwenen donjon te Steenbergen omstreeks 1740

De vroegste schriftelijke vermelding van Steenbergen dateert waarschijnlijk uit 1267, al is het niet zeker dat de plaats waarover deze akte handelt Steenbergen betrof. Een akte, de Oude Keur genoemd, die zonder twijfel over deze plaats gaat is verleend door Arnoud van Leuven in 1272, en het is redelijk te veronderstellen dat er toen al enkele jaren een woonplaats gevestigd was. In de loop van de dertiende eeuw schonken de hertogen van Brabant aan veel van hun horigen op bepaalde voorwaarden de vrijheid. Tot die tijd bestonden er in het noorden van het Hertogdom Brabant nog maar weinig steden en dorpen, omdat er geen vrije mannen waren die een gemeenschap mochten vormen. Na het midden van de dertiende eeuw ontstond door de omvangrijke vrijlatingen een burgerij die de gelegenheid kreeg zich te vestigen en een bedrijf te beginnen.
In de periode 1292-1337 werden aan de gemeenschap van Steenbergen verschillende andere keuren geschonken, die gezien kunnen worden als de juridische en administratieve opbouw van een stad. De strategisch gelegen plaats werd tevens een doorvoerhaven tussen Vlaanderen en Holland. Maar Steenbergen dankt zijn economische opbloei in de dertiende en veertiende eeuw aan de winning van turf en zout alsmede aan landbouw en visserij.
Aanvankelijk was de streek voor een groot gedeelte met veen bedekt. Door sloten te graven kon het veen worden ontwaterd en vervolgens afgegraven. De ingeklonken oude plantenresten vormen turf, een belangrijke brandstof in vroeger eeuwen. De turfwinning van Steenbergen bleef tot in de negentiende eeuw van belang.
Het kostbare zout, dat onder meer gebruikt werd voor het conserveren van voedsel, werd in deze aan de kust gelegen streek gewonnen uit het veen dat door de zee overstroomd werd, de moernering. Het zoete grondwater in het veen wordt door zout water verdreven als gevolg van het grotere soortelijk gewicht. Ontwaterd, zouthoudend veen werd darink of derrie genoemd. Het werd gewonnen door de 'darink' weg te graven uit permanent bedijkte polders, of uit speciaal daarvoor aangelegde tijdelijke polders met een moerdijk eromheen. Een derde mogelijkheid was om eenvoudigweg de darink uit het drooggevallen veen op te scheppen en tijdelijk op een terp, 'opdracht' genaamd, te verzamelen. Deze activiteiten werden 'darink delven' genoemd. De darink werd vervolgens gedroogd en verbrand ('zelbarnen'), waardoor zoute as ontstond, 'zel' of 'zelle' geheten. De volgende fase was het 'zoutzieden': de zel werd met zout water gemengd en ingekookt. Vervolgens werd het goedje door indamping, uitkristallisatie en droging van vocht en ongerechtigheden ontdaan, zodat ten slotte bruikbaar en verhandelbaar zout overbleef. De productie van dit 'zelzout' vergde veel arbeid en was daarom duur.
Geleidelijk is het aan getijden onderhevige land ten noorden en westen van de nederzetting in cultuur gebracht. Aanvankelijk werden er vooral schapen geweid op de schorren, waar werven (een ander woord voor stellen) en hollestellen konden worden opgeworpen om de herders en hun kudden tegen hoog water te beschermen. Werven rond Steenbergen worden al genoemd in een oorkonde uit het jaar 1356.
Naarmate de handel zich concentreerde in Antwerpen groeide Steenbergen door. In 1437 telde de stad 360 huizen met naar schatting 1800 inwoners. Daarna ging de economische toestand achteruit door het wegvallen van de zoutnering. In de loop van de vijftiende eeuw kwam in de Nederlanden de invoer op gang van goedkoop geproduceerd zout uit Bourgneuf-en-Retz aan de Golf van Biskaje, het zogenaamde 'baaizout'. Na 1450 stortte de Nederlandse zouthandel geheel in, waarbij Steenbergen geen uitzondering vormde.

### Edelen en vestingwerken

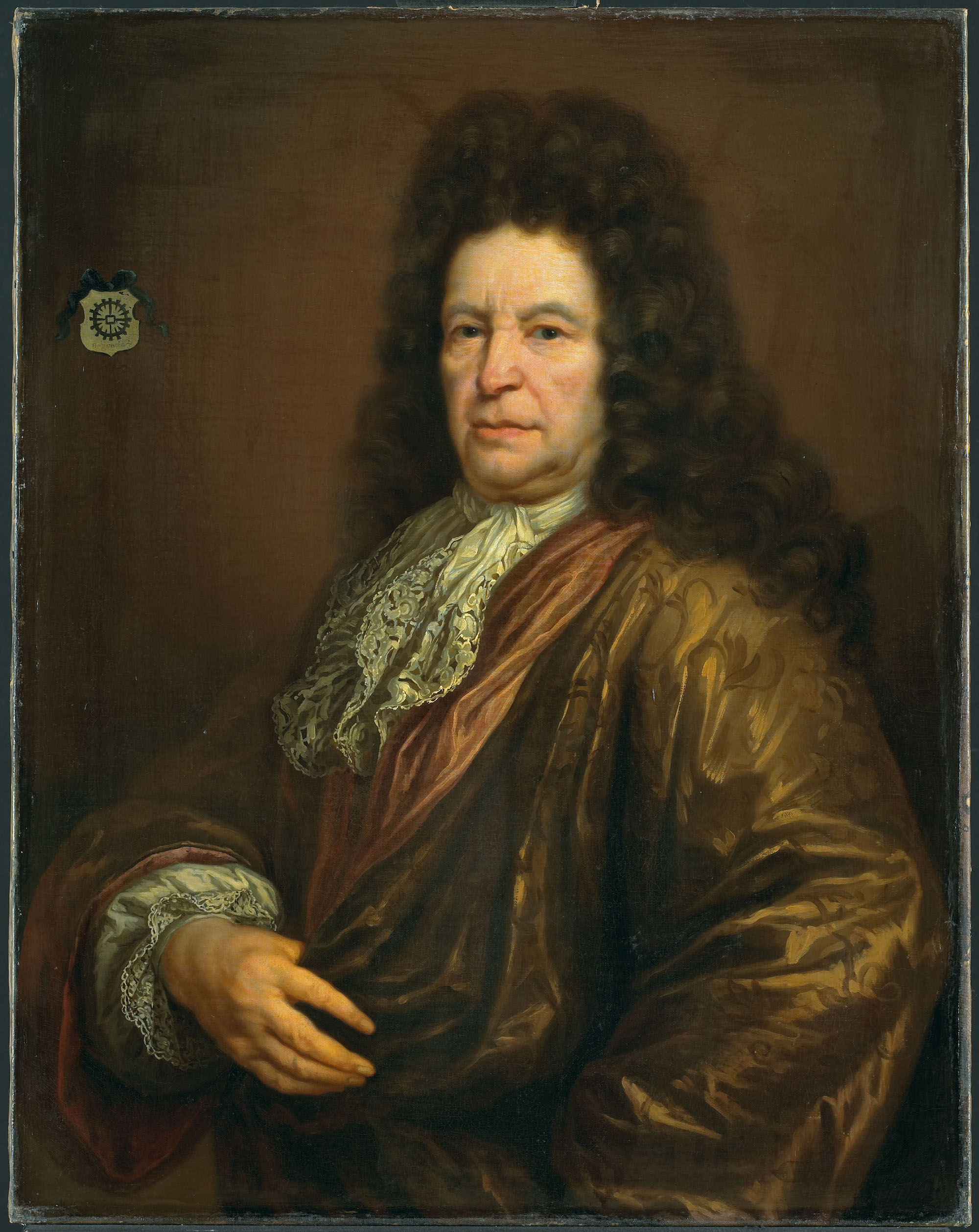
Graaf Diederik van Hogendorp, Burgemeester en drossaard van Steenbergen (1625-1702)

Op 22 juni 1287 gaf de hertog van Brabant, Jan I, een akte uit waarin hij uiteenzette wat er diende te gebeuren wanneer Arnoud van Leuven, heer van Breda, kinderloos zou sterven, wat deze enkele weken na het uitbrengen van de akte ook deed.
Volgens de akte zou het oude Land van Breda uiteenvallen in het Land van Breda en de nieuwe heerlijkheid Bergen op Zoom, waarbij het tot een eerlijke verdeling diende te komen onder leiding van de schout van Antwerpen. Na drie jaar overleg, kwam het op 6 november 1290 tot de eerste verdeling. Steenbergen werd een eigen heerlijkheid die gemeenschappelijk bezit blijft van beide heren.
De strategische ligging en het economisch belang van Steenbergen, alsmede enkele schriftelijke onduidelijkheden in de charter zorgden echter voor een serie van conflicten tussen de Heren van Bergen op Zoom en Breda. In 1356, 1360, 1382 en 1415 kwam het tot hoogoplopende disputen, waarbij in 1382 hertog Wenceslaus I zich verplicht zag tussenbeide te komen om de gemoederen te bedaren.
Het bestuur van de stadsheerlijkheid werd in deze eeuwen gevonden in voor beide kanten acceptabele adellijke families, zoals het Huis Van Bruheze. De dagelijkse macht daarentegen was in handen van de schout (de vertegenwoordiger van de landsheer) en de schepenen; halverwege de 15e eeuw komt hier de borgemeester bij. In het verloop van de 16e eeuw veranderde deze laatste functie en ontstond een systeem van twee burgemeesters: de binnenborgemeester, de beheerder van de stadsuitgaven en ontvangsten, en de buitenborgemeester die een soortgelijke rol had maar dan voor de Ommelanden.
Het zou pas tot een definitieve verdeling komen toen de Heer van Breda, Johan IV van Nassau, en de heer van Bergen op Zoom, Jan II van Glymes, op 28 april 1458 een nieuwe akte van verdeling ondertekenden. Hierbij kwam de heerlijkheid Steenbergen toe aan het Huis Nassau waar het, tot de afschaffing van de feodale rechten in 1795, aan toe zou blijven behoren.

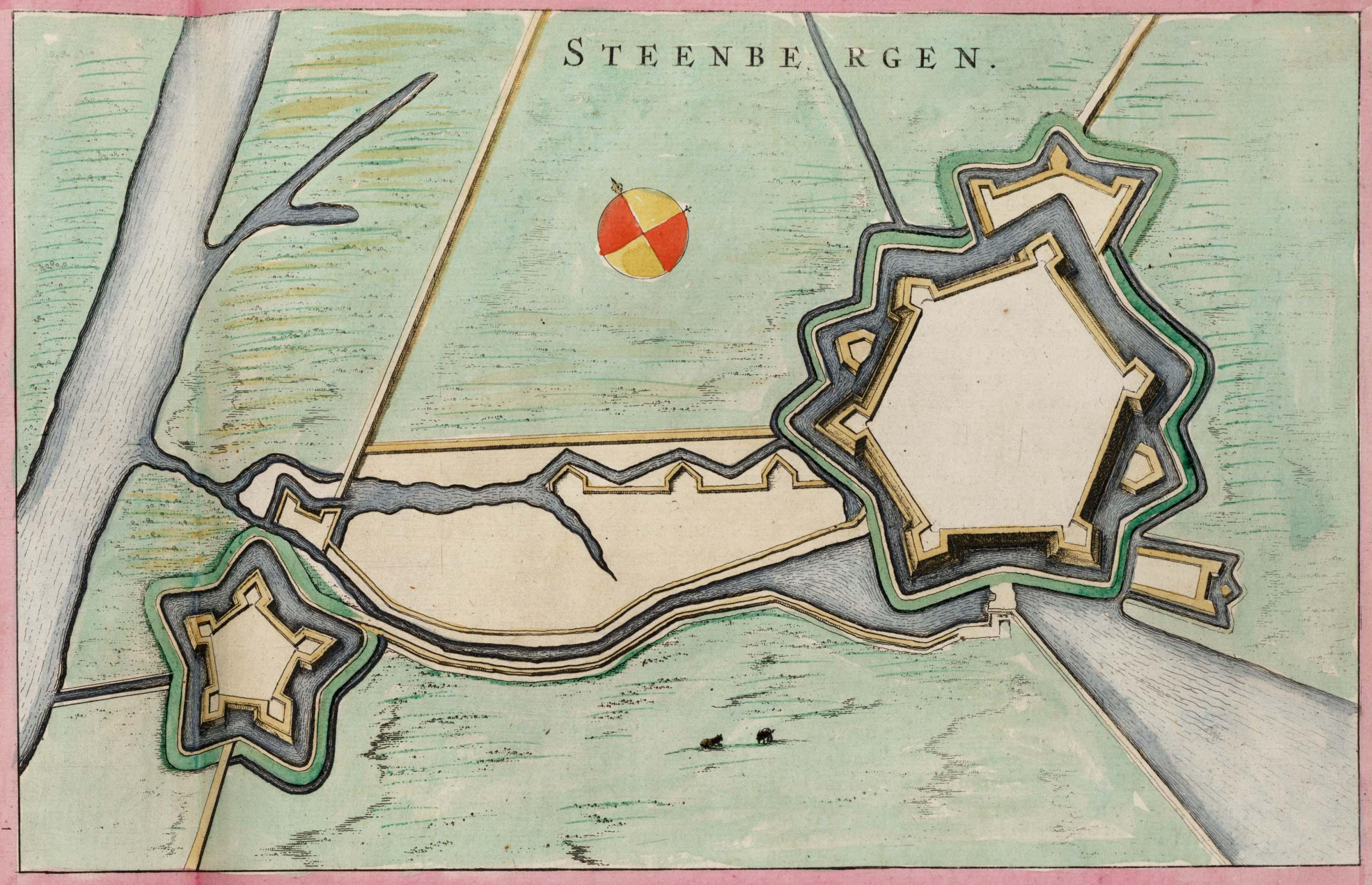
De Steenbergse vestingring begin 17e eeuw

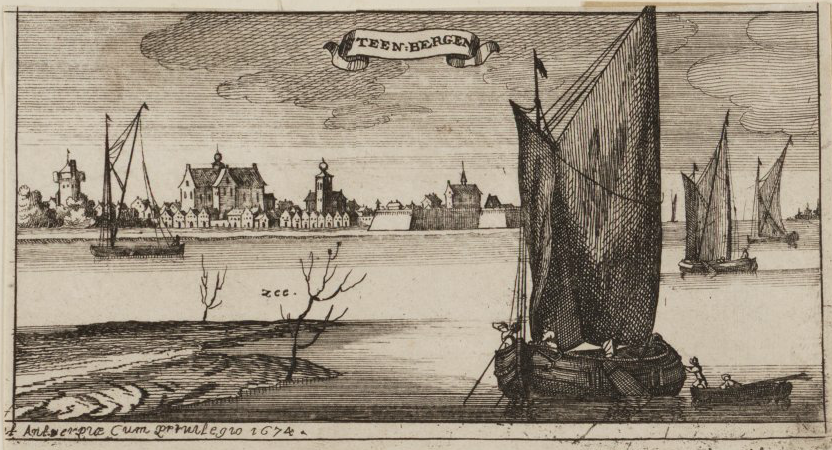
Zicht op Steenbergen omstreeks 1674

Hoewel de stad al langer ommuurd was, kreeg Steenbergen pas ten tijde van de Tachtigjarige Oorlog echt strategisch belang, omdat het de landweg tussen de Zeeuwse en de Hollandse eilanden beheerste. Als zodanig is de stad vele malen belegerd, veroverd en heroverd. Tussen 1572, toen de Watergeuzen Steenbergen plunderden, en 1622 is de stad negenmaal ingenomen door afwisselend Spaanse en Staatse troepen. De stad en haar bevolking hebben hier erg onder te lijden gehad.
In 1572 werd het stadje geplunderd door de Watergeuzen en tot 1631 zou Steenbergen het toneel zijn van vele verwoede gevechten, vaak met desastreuze gevolgen voor de bevolking. Aan het begin van de 17e eeuw was de stad vrijwel geheel verwoest. De innames door de Staatsen werden gevolgd door de overname van de kerken door protestanten in de periode 1580-1590.
Haar rol als garnizoensstad bezorgde Steenbergen in 1774 een vrijmetselaarsloge met de naam "Vereeniging" (gelieerd aan de Grand Lodge of Scotland) ontstaan vanuit een ambulante loge bestaande uit leden van de regelmatig in Breda, Bergen op Zoom en Steenbergen gelegerde Schotse Brigade. De loge is slapende sinds 1809. De Franse tijd bracht vrijheid van godsdienst, maar het duurde zeker nog vijftig jaar vooraleer de katholieken hun achterstand hadden ingehaald. De landbouw werd hoofdmiddel van bestaan. In 1827 werd de vesting opgeheven, waarna Steenbergen zich kon uitbreiden.
Na de herovering door Prins Maurits in 1623 werden vanaf 1627 tot 1629 reparaties aan de vestingwerken uitgevoerd. Sindsdien is de stad nooit meer ingenomen. Zelfs toen de Fransen tijdens de Oostenrijkse Successieoorlog in 1747 de regio aanvielen en Bergen op Zoom innamen hield Steenbergen stand. Tijdens de Franse revolutionaire en napoleontische oorlogen wordt er niet gevochten. De laatste inundatie van de vestinglinie vond plaats in 1809, bij de invasie van Engelse troepen in Zeeland. In 1827 werd de vesting opgeheven; wel bleef Steenbergen nog geruime tijd een garnizoensstad. De restanten van de vesting, alsmede het Fort Henricus (dat momenteel gerestaureerd wordt) zijn nog te zien.

### Industrialisatie en oorlog
In de 19e eeuw kwam de meekrapcultuur tot grote bloei. Er waren zeven stoven, waar rode kleurstof voor de lakenindustrie werd vervaardigd. Door nieuwe ontwikkelingen (synthetische kleurstoffen) stortte deze markt echter in, en de boeren legden zich toe op de teelt van suikerbieten, en in 1871 vestigde zich er een suikerfabriek op de noordwestelijke vestingwallen.
Door de gestage toename van het inwoneraantal rond 1890 breidde de stad zich uit. Tijdens de Eerste Wereldoorlog werd de Nederlandse grensstreek overspoeld met Belgische vluchtelingen. In oktober 1914 herbergde Steenbergen 4000 vluchtelingen, van wie een groot gedeelte binnen een half jaar weer naar België terugkeerde.
De vergroting van de stadskern vond aanvankelijk plaats langs de toegangswegen tot de stad in de vorm van lintbebouwing. In 1941 volgde echter de vaststelling van een eerste groot uitbreidingsplan, dat zich hoofdzakelijk beperkte tot het gebied binnen de oude vestinggrachten. De uitvoering van dit plan, na stagnatie door de Tweede Wereldoorlog, kwam tot stand van 1948-1956.

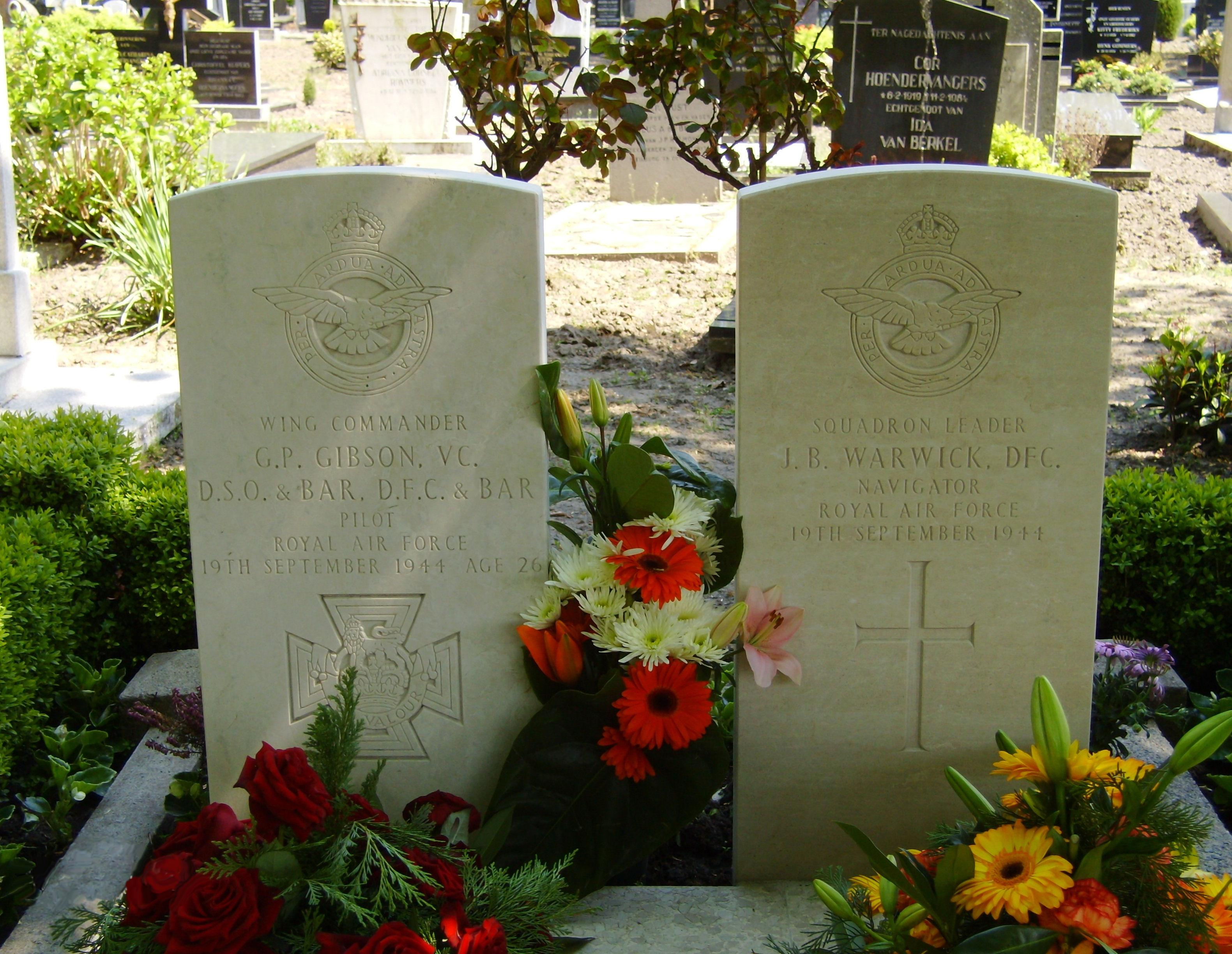
De graven van Gibson (links) en Warwick

Steenbergen is tijdens de Tweede Wereldoorlog het toneel geweest van zware gevechten, waarbij voornamelijk Canadese eenheden betrokken waren. Bekender is de stad echter als laatste rustplaats van Guy Gibson, de legendarische Britse piloot die in 1943 leiding gaf aan Operatie Chastise, de aanval op een aantal Duitse stuwdammen.
Gibson stortte op 19 september 1944, enkele weken voor de bevrijding van Steenbergen, samen met zijn navigator Jim Warwick na een technisch defect aan zijn De Havilland Mosquito neer op het huidige industrieterrein Reinierpolder I. Beiden waren op slag dood en werden begraven op het katholieke kerkhof van Steenbergen, waar de graven vrij te bezichtigen zijn. In Steenbergen zijn meerdere herdenkingsmonumenten geplaatst. Zo is de plek van de crash gemarkeerd door een mozaïek van de Britse vlag, dat zich bevindt op de kruising van de Warwick- en Gibsonstraat, en in het stadspark is een monument te zien.
Tijdens de Dodenherdenking in Steenbergen wordt er onder de stille trom van de markt naar het monument voor de Witte Kerk gelopen. Bij het oorlogsmonument vinden de twee minuten stilte en het eresaluut van de oude jachtvliegtuigen plaats. Hierna begeeft de stoet zich naar de graven van Gibson en Warwick. Tot 2010 waren hierbij Britse oud-strijders aanwezig, maar zij gaven in 2010 aan dat zij, omwille van hun gezondheid en hoge leeftijd, niet langer actief deel aan de herdenking zouden nemen.

### Recente geschiedenis
Naoorlogse uitbreidingsplannen voorzagen in woningbouw ten noorden van de Molenweg, Steenbergen-Zuid en recentelijker in Steenbergen Noord-Oost en momenteel met de Waterwijk, een van de grootste uitbreidingsprojecten sinds de opheffing van de vesting.
Van begin 1983 tot halverwege de jaren negentig waren er verschillende plannen om een luchthaven (mainport) aan te leggen in de polders gelegen tussen Steenbergen en het naburige dorp Dinteloord. In deze plannen, ontwikkeld door de Erasmus Universiteit, zou deze nieuwe luchthaven in West-Brabant de vliegvelden van zowel Rotterdam als Antwerpen hebben moeten vervangen dan wel grotendeels ontlasten. De plannen hebben tekentafel echter nooit verlaten en infrastructureel is de meest recente vernieuwing dan ook de aansluiting op de Rijksweg A4.
In 2019 vond op een woonwagenkamperf in Steenbergen de moord op Johan van der Heyden, ook wel bekend als de speciekuipmoord plaats.

## Heraldiek

De Steenbergse vlag

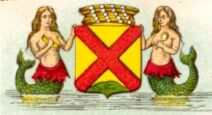
Het Stadswapen

### Vlag
In verband met de stadsfeesten, in 1958, werd besloten een vlag voor Steenbergen vast te stellen, waarop de symbolen van het wapenschild werden vereenvoudigd: een rood schuinkruis met gele en groene banen.
Omdat Steenbergen tijdens de carnavalsperiode traditiegetrouw van eigenaar wisselt, heeft Strienestad, zoals Steenbergen tijdens carnaval heet, ook een aparte carnavalsvlag. Deze is geel met groene banen, het rode schuinkruis is vervangen door het logo van de Stichting Karnaval Steenbergen (SKS). De vlag is tijdens carnaval overal in de stad te zien, vooral aan het leutpeleis, zoals het versierde oude stadhuis die dagen heet.

### Wapen
Het oudste zegel van de stad, uit 1355, toont als wapen het kruis met de bergjes, met een soort vogel als schildhouder. De zeemeerminnen verschenen later; op een afbeelding uit 1785 houden ze het schild daadwerkelijk vast. De kroon dateert uit 1804, op een afbeelding uit 1741 werd een kroon met een band met parels gevoerd. In 1804 stond het schild bovendien op een schelp, maar deze is niet door de Hoge Raad van Adel overgenomen. De kleuren waren in de 15e tot 17e eeuw een zilveren kruis op een rood veld, op de afbeeldingen uit 1741 en 1785 kwamen de huidige kleuren voor.

### Oranjestad
Steenbergen is lid van de Unie van Oranjesteden; Stad en Land waren van 1458 tot 1795 eigendom van het Huis van Oranje-Nassau. Na de afschaffing van de heerlijke rechten in de Franse tijd blijven de Oranjes het ceremoniële hoofd van de stad. De vorige Vrouwe van Steenbergen was Koningin Beatrix. Sinds de troonswisseling draagt Willem-Alexander de titel Heer van Steenbergen (zie Titels van de Nederlandse koninklijke familie). Als Oranjestad heeft Steenbergen sinds 1963 een stedenband met Breda en Buren in Nederland, Orange in Frankrijk, Dillenburg in Duitsland en het Belgische Diest.

## Bezienswaardigheden

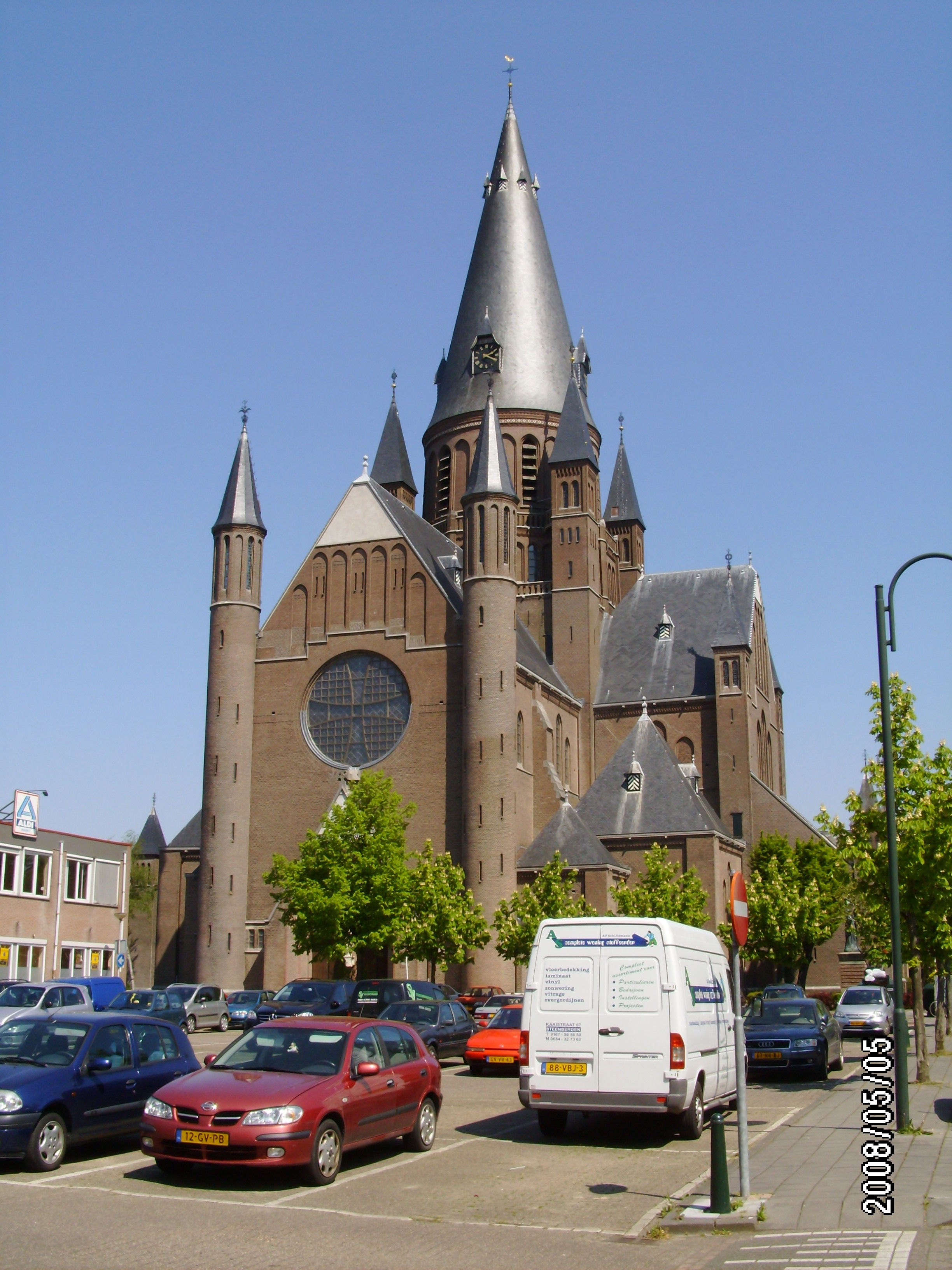
Zijaanzicht van de Sint-Gummaruskerk

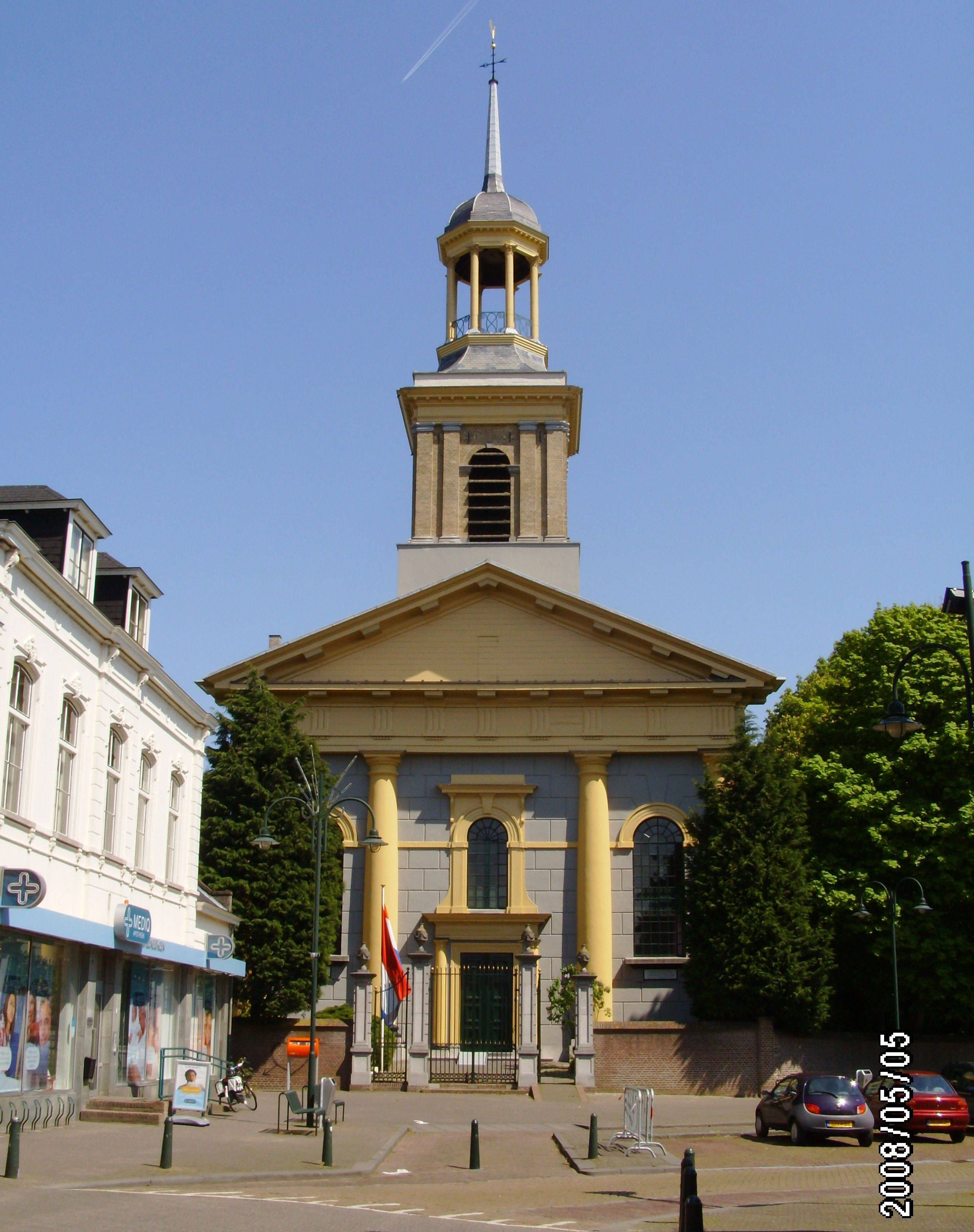
Vooraanzicht van de Witte Kerk

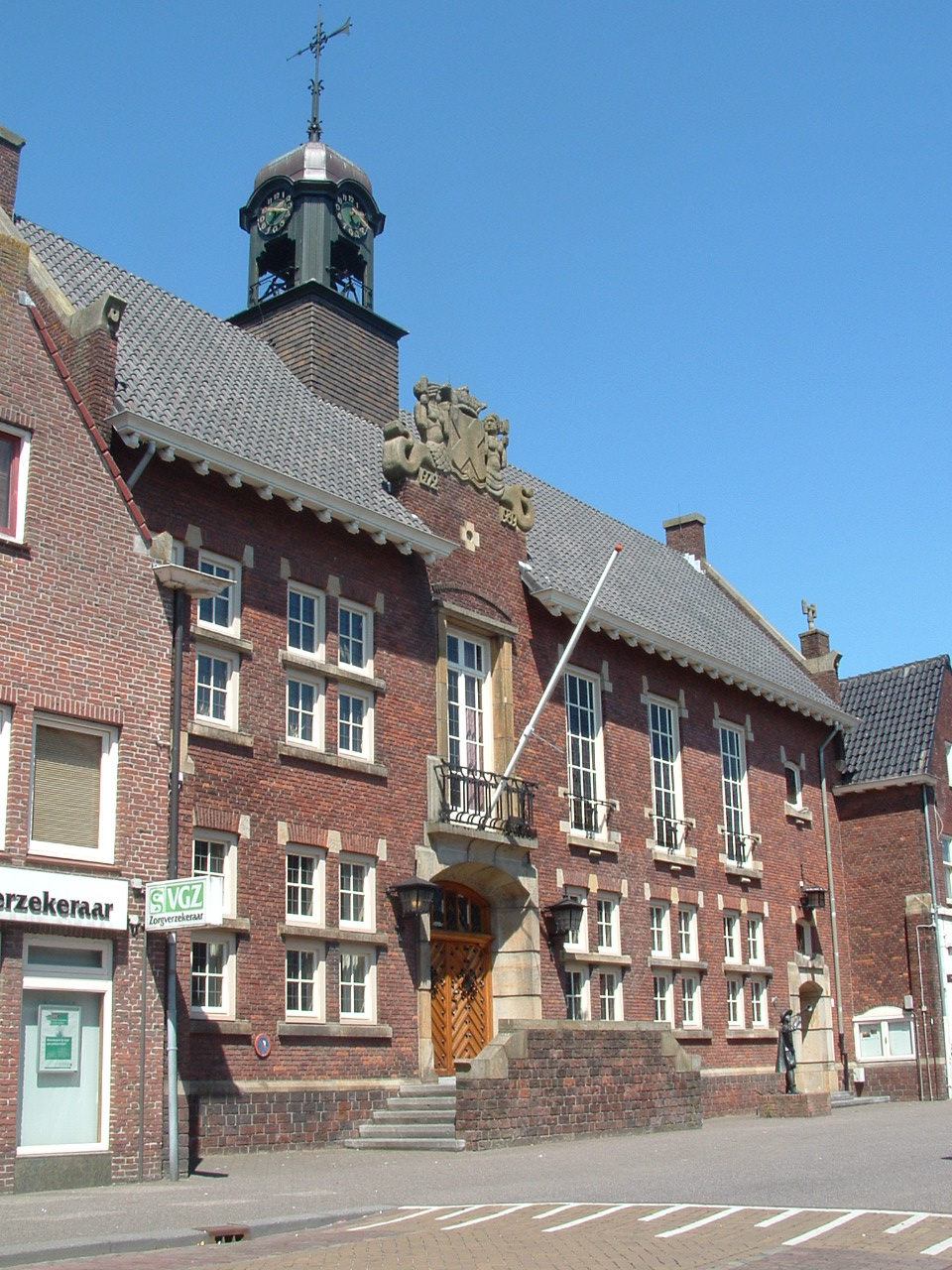
Het Oude Stadhuis, in de Kaaistraat

Steenbergen heeft zich ontwikkeld van een nederzetting op een donk via een ommuurd middeleeuws handelsstadje tot een 17e-eeuwse vestingstad. Vanaf 1637 was Steenbergen een vestingstad. In 1827 werd de vesting opgeheven, maar ze was voor die tijd al in verval geraakt. Veel van de vestingwerken werden geslecht, maar een aantal vestinggrachten zijn nog aanwezig. Vanaf de late 19e eeuw vonden tal van uitbreidingen plaats, en na de Tweede Wereldoorlog werden ten zuiden van de stadskern een aantal nieuwbouwwijken gebouwd.
Veel historische gebouwen zijn verdwenen, maar links en rechts van de Kaaistraat is het patroon van de vroegere straten en steegjes nog herkenbaar.
- De Sint-Gummaruskerk, aan Westdam 21, is een neogotisch bouwwerk uit 1901, grotendeels verwoest in 1944 en herbouwd.
- De Witte Kerk, aan Kerkplein 7, is een neoclassicistische waterstaatskerk uit 1831, gebouwd op de fundamenten van de historische Jacobuskerk.
- De Vredeskerk, aan Magnoliastraat, is een eenvoudig katholiek kerkgebouw uit 1968. Het is een zaalkerk met rechthoekige plattegrond.
- Het Oude postkantoor aan de Geert Vinckestraat, sinds 2011 een evangelische kerk.
- De Steenbergse haven, van oorsprong stammend uit de late middeleeuwen, nu tevens jachthaven.
- Nadat de oude watertoren in 1944 door oorlogsgeweld was verwoest, werd een nieuwe watertoren gebouwd, die in 1950 gereedkwam.
- Het voormalig Stadhuis, aan Kaaistraat 47, uit 1936.
- De overblijfselen van de Vestingwerken van Steenbergen, aangelegd vanaf 1627, omvatten vooral de grachten: Noord-, Midden- en Zuidvest. 2 km ten noorden van de stad ligt Fort Henricus.
- Beneden Sasweg 8 is een huis uit de eerste helft van de 19e eeuw. De deur heeft een pilasteromlijsting.
- Kaaistraat 2 is een vrijstaande eclectische villa uit einde 19e eeuw, met een fraaie tuin.
- Gibson en Warwickmonument, ter herdenking van de Dambusters, in het Stadspark.

## Economie
Vanouds kende Steenbergen een streekfunctie. De landbouw vormde vanouds een belangrijk bestaansmiddel. De suikerbietenteelt speelde daarbij een belangrijke rol. Rondom de stad vindt men glastuinbouw.
Van belang was de in 1871 opgerichte suikerfabriek van Van Loon, De Ram & Co., waarvan aan de Noordzeedijk nog enkele overblijfselen te vinden zijn, zoals een suikerpakhuis (1909), een directeurswoning (1920) en enkele bedrijfsgebouwen (1922-1928). De fabriek werd uiteindelijk overgenomen door CSM, en sloot in 1980.
Steenbergen telt twee bedrijventerreinen, namelijk Reinierpolder I en II.

## Natuur en landschap
De kern van Steenbergen ligt op een donk die de laatste uitloper is van de Brabantse Wal. Enig hoogteverschil is om deze reden merkbaar in straten als: Kleine Kerkstraat, Blauwstraat en Kromme Elleboog.
Steenbergen wordt omgeven door zeekleipolders, waarvan de meeste in de 16e en 17e eeuw zijn ontstaan. De Ligne of Bergse Water loopt van zuid naar noord door laaggelegen gebied en werd gebruikt in het kader van de West-Brabantse waterlinie, om de omringende gebieden te inunderen, mocht een militaire tegenstander komen opdagen. De Ligne komt uit in de vestingwerken van Steenbergen. In dit laaggelegen terrein ten zuiden van Steenbergen liggen de natuurgebieden Het Laag en Oudland. Aansluitend op Het Laag ligt het landgoed Dassenberg, waarvan het hoogst gelegen deel (3,4 meter boven NAP) een uitloper is van de Brabantse Wal.
Ten noorden van Steenbergen loopt de Steenbergse Vliet. De Steenbergse haven staat via deze vliet in verbinding met het Volkerak.
Ten oosten van Steenbergen komt men, via de Brede Watergang, bij het natuurgebied Roode Weel en Vierhoevense Watergang dat weer aansluit op tal van kreekrestanten die zich ten oosten van Steenbergen bevinden en welke een overblijfsel zijn van het geulenstelsel dat is ontstaan na de Sint-Elisabethsvloed van 1421.
In de omgeving van Steenbergen liggen tal van wandel- en fietsroutes, zoals het Floris V-pad.

## Toerisme en recreatie

### Horeca
De cafés, restaurants, winkels en hotels bevinden zich voornamelijk aan de haven en in het centrum van Steenbergen. 

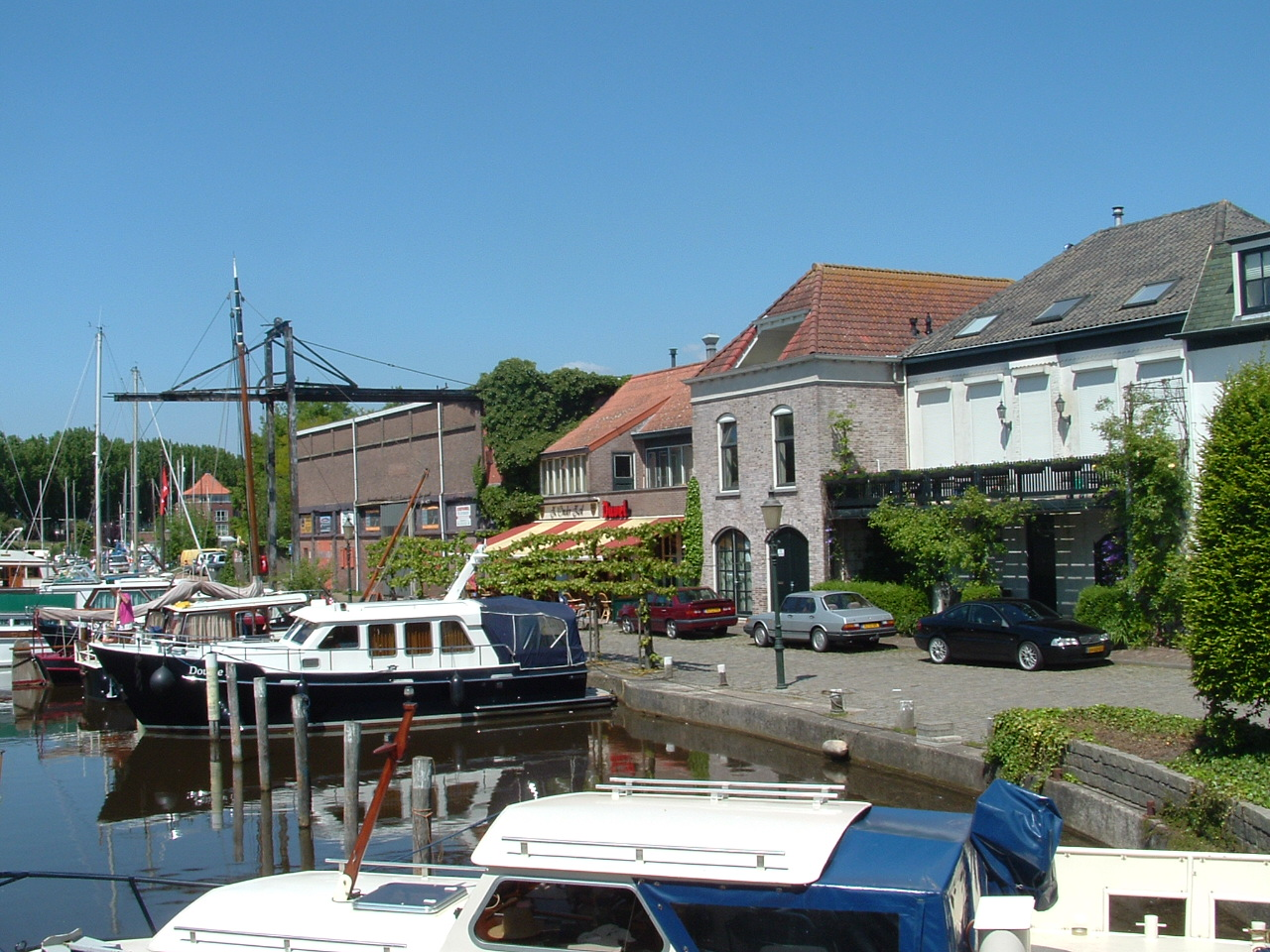
Gedeelte van de Steenbergse stadshaven

### Haven
Door de ligging aan de Steenbergse Vliet, het Volkerak, aansluiting op de Zeeuwse wateren, alsmede de historische vaaromgeving (met onder meer Fort Henricus, de oude haven en het Benedensas) is de Steenbergse haven van belang als jachthaven voor plezierboten.
De jachthaven heeft ongeveer 160 ligplaatsen en bevindt zich in het midden van de haven; de oude stadshaven, met een dertigtal passantenplaatsen, ligt vrijwel in het centrum van Steenbergen. Hier ligt tevens de aanlegsteiger van de veerdienst naar Oude-Tonge, bediend door een pont uit 1928. De haven sluit aan op de Staande Mastroute en bleef ook na de aanleg van de A4 bereikbaar voor grote zeilschepen, dankzij de aanleg van een aquaduct genaamd Steenbergen aan Zee.

### Winkels
De belangrijkste winkelstraten zijn:
- De Kaaistraat/Grote Kerkstraat
- De Blauwstraat
- De Markt (weekmarkt vindt iedere woensdagmiddag plaats van 13:00 tot en met 16:00 uur)

## Evenementen

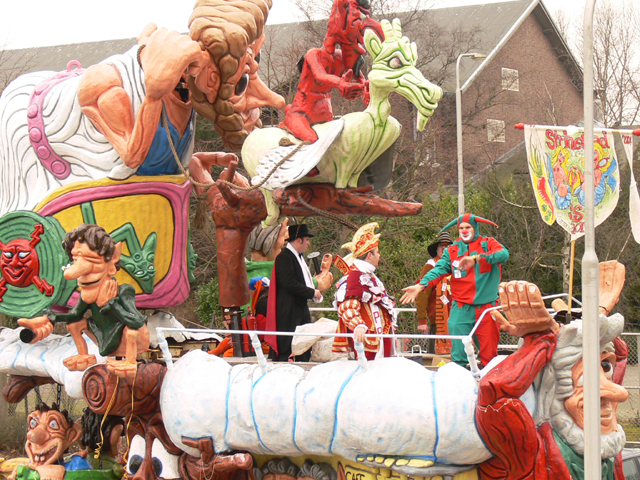
Carnavalsoptocht in 'Strienestad'

Enkele jaarlijks terugkerende evenementen en activiteiten:
- De Kleine Tour (jeugdwielerkoers)
- Ronde van Steenbergen (wielerkoers)
- West-Brabantse Pijl (wielerkoers)
- Strienestads Karneval
- Steenbergse jaarmarkt
- Vlietsail
- Nederlands Kampioenschap 24 uursloop
- Ultralopen van Steenbergen
- Steenbergse kermis (eerste weekend van juli)
- Koningsfeest
- Havenconcert

### Carnaval
Elk jaar wanneer carnaval weer losbarst, verandert Steenbergen in Strienestad. De inwoners zijn dan geen Steenbergenaren meer, maar Bietboerkes en Meerminnekes. Het Steenbergs carnaval is bijzonder door de gedragen kledij en door de vele unieke carnavalsfiguren die in de viering voorkomen. Zo hult men zich in oude jassen, te midden van kielen met rode zakdoeken. Steenbergen wordt in deze tijd geregeerd door een Prins die samen met zijn nar, maar ook met de Mussenkoning, Jan Oorlog en Deftige Flodder Strienestad onveilig maken.
De aanloop naar de carnaval begint officieel op 11 november, na een theaterspel en muziek van dweilbands volgt er een ommegang die naar het carnavalsbeeldje aan het Strieniusplein leidt. Hier wordt het nieuwe motto onthuld, waarna een eed volgt onder kaarslicht. Jan Oorlog leest de kale eed voor en de Bietboerkes en Meerminnekes herhalen deze woord voor woord.
De 'Stichting Karnaval Steenbergen' (SKS) kiest ieder jaar een nieuw motto dat de thematiek van bijvoorbeeld de grote en kinderoptocht bepaalt, het liedje, straattheater of het Spel op de Mart. Het carnavalsfeest begint officieel met de sleuteloverdracht tussen de prins en de burgemeester op het bordes van het oude stadshuis na de kinderoptocht en eindigt steevast op Vastenavond om klokslag middernacht met het 'uitploffen' van de Mus, de traditionele verbranding van een pop van een mus, waarbij het lied Moeder onze mus is dood gezongen wordt totdat de vlammen zich doven. Hierna is het gebruikelijk elkaar een hand te geven en te bedanken voor de goede carnaval.

## Media

### Kranten
- BN DeStem
- De Steenbergse Bode
- De Steenbergse Courant (sinds 1881)

### Radio/tv
- Stichting Lokale Omroep Steenbergen (SLOS)
- Omroep Brabant - Radio- en televisieomroep van Noord-Brabant

## Taal
Het Steenbergse dialect behoort tot de Noordwest-Brabantse dialecten, evenals bijvoorbeeld het Bergs en Antwerps. Het dialect wordt naar verhouding met andere Brabantse dialecten in Nederland nog veel gesproken; het is bekend om zijn slepende uitspraak van, vooral lange, klinkers. Het publiek zal het dialect misschien herkennen uit de televisieserie over Merijntje Gijzen van schrijver A.M. de Jong.

### Achternamen
Verschillende achternamen zijn vrijwel uniek voor, of hebben hun hoogste dichtheidsgraad in Steenbergen. Voorbeelden van dergelijke familienamen zijn Perdaems, Baartmans, De Ron, Brooijmans, Gelten, Veraart, Van de Par, Dogge, Helmons, Testers, Iriks, Lebeau en Delhez. In veel gevallen betreft het hier namen die zich in hun verdere verspreidingsgebied in de regelmaat grotendeels beperken tot westelijk Noord-Brabant.

### Volksverhalen
Steenbergen en zijn omgeving komen voor in een aantal bekende en minder bekende sagen en legenden, zoals de legende van de wraakzuchtige zeemeerminnen en de spookverhalen rondom de kwaadaardige Pieter Carel Wijnmalen. Daarnaast was het eeuwenlang, hoewel gebaseerd op een misverstand, het bedevaartsoord voor Sint-Ontkommer.

## Onderwijs
- Brede school 'De Nieuwe Veste'
- R.K. basisschool 'De Gummarus'
- Brede school R.K. basisschool 'Maria Regina'
- R.K. basisschool 'Pius X'
- 't Ravelijn (middelbaar onderwijs)

## Openbaar vervoer

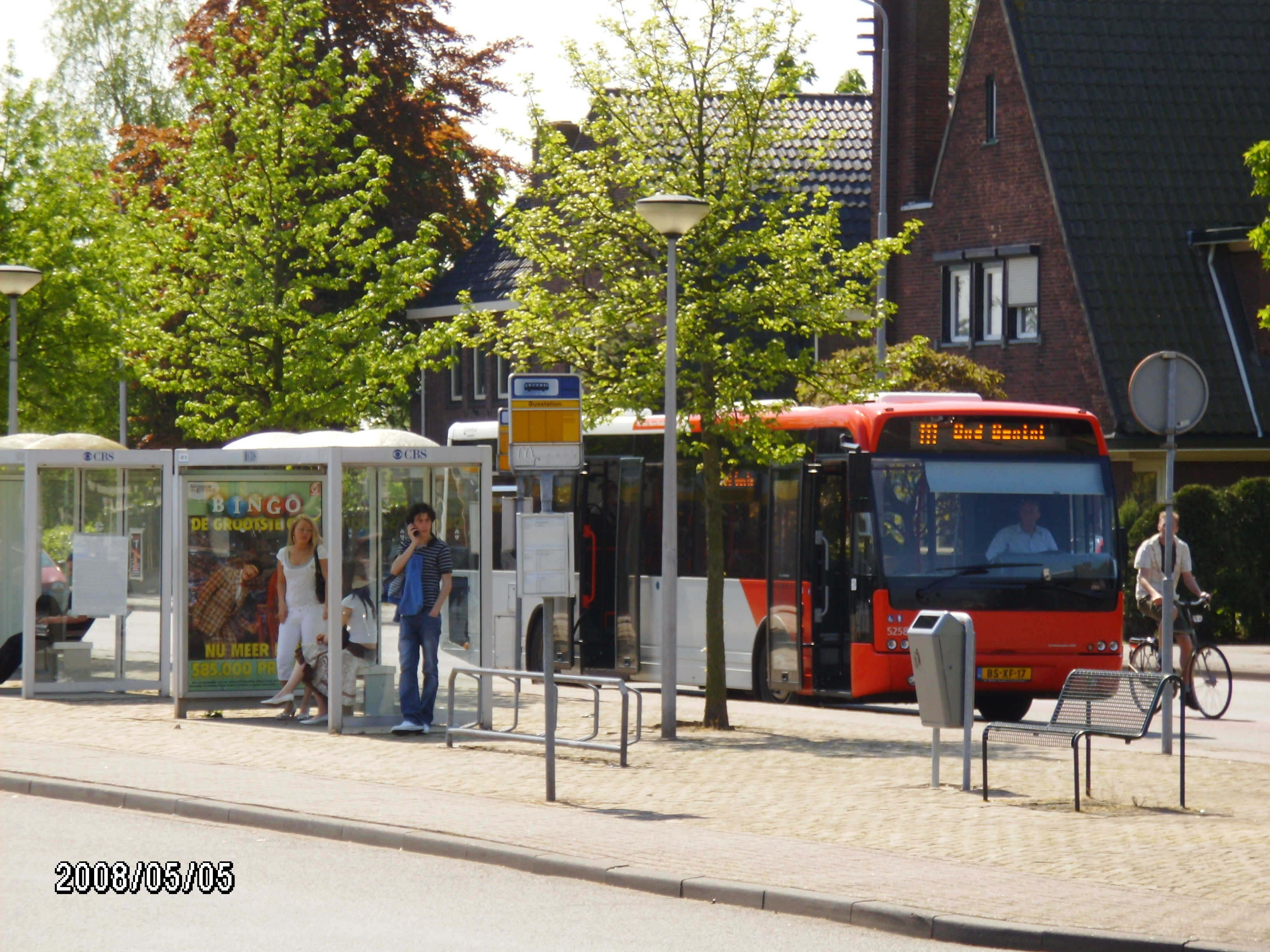
Steenbergen Busstation, nabij de haven

Het openbaar vervoer wordt per bus verzorgd door Arriva. Steenbergen heeft goede verbindingen met Bergen op Zoom, Rotterdam Zuidplein, Roosendaal, Oud Gastel en een buurtbusverbinding naar Sint Philipsland. Enkel de buurtbuslijnen stoppen op het busstation gelegen aan de Burgemeester van Loonstraat.
| Lijn | Route | Lijnsoort   |
| ---- | --- | ----------- |
| 212  | Steenbergen - Welberg - Moerstraten - Heerle - Wouw                                                                          | Buurtbus    |
| 213  | Oud Gastel - Kruisland - Blauwe Sluis - Steenbergen                                                                          | Buurtbus    |
| 214  | Steenbergen - De Heen - Nieuw-Vossemeer - Sint Philipsland - Anna Jacobapolder                                               | Buurtbus    |
| 360  | Rotterdam Zuidplein - Numansdorp - Dinteloord - Steenbergen - Halsteren - Bergen op Zoom - Hoogerheide - Ossendrecht - Putte | Bravodirect |
| 361  | Oud Gastel - Stampersgat - Dinteloord - Steenbergen - Halsteren - Bergen op Zoom - Hoogerheide - Ossendrecht                 | Bravodirect |

Geen van de busdiensten rijdt door het historisch centrum van de stad. De dichtstbijzijnde halte is het busstation aan de Burgemeester van Loonstraat aan de westzijde van het stadshart.

## Kunst, cultuur en sport
In Steenbergen zijn op sportief vlak onder meer verenigingen actief op het gebied van voetbal (VV Steenbergen), tennis, watersport, golf, turnen en atletiek. Op cultureel gebied zijn er diverse muziekverenigingen en harmonieën (o.a. Harmonie Volharding) en zijn er verschillende theatergroepen. Veel van deze verenigingen en clubs hebben hun thuis in het Ontmoetingscentrum 't Cromwiel, het Gemeentelijk Sport- en Atletiekpark en Sportcentrum De Knotwilg.

## Bekende Steenbergenaren

### Geboren in Steenbergen
- Andries Vierlingh (circa 1507 - 1579), waterbouwkundige
- Het geslacht Bloys van Treslong:
  - Cornelis Johan Bloys van Treslong (1752-1837), Kapitein-ter-Zee
  - Jacob Bloys van Treslong (1756-1826), secretaris-generaal van het Departement van Marine
  - Jhr. Johan Bloys van Treslong (1757-1824), grootmaarschalk van het Paleis des Konings
  - Jhr. Cornelis Ysaac Bloys van Treslong (1763-1826), Kapitein-ter-zee
  - Jhr. Willem Bloys van Treslong (1765-1837), Gouverneur van Suriname
- Ambrosius Duijvelaar (1833-1888), tekenaar
- Cornelia La Fors-van Geel (1868-1978), oudste inwoner van Nederland 1975-1978
- Noud van Lierop (1897-1942), priester, verzetsstrijder
- Cornelis Delhez (1899-1945), verzetsstrijder
- Jan Maas (1900-1977), profwielrenner
- Marinus Delhez (1902-1944), verzetsstrijder
- Janske Gorissen (1906-1960), zieneres en gestigmatiseerde
- Niel Steenbergen (1911-1997), kunstenaar
- Hans Verhulst (1921-2005), beeldhouwer, graficus
- Han Heijmans, (1927-2008), bestuurder, journalist
- Martien de Jong (1929- ), schrijver, emeritus-hoogleraar
- Jan Boezeroen (1933- ), zanger
- Ad de Jong (1946-), atleet
- Ad van Baal (1947- ), landmachtgeneraal
- Ella Vogelaar (1949-2019), politica, minister van Wonen, Wijken en Integratie in het kabinet-Balkenende IV
- Jos Heijmans (1953-), politicus
- Jan Ligthart (1962- ), acteur, redacteur
- Pierre van Hooijdonk (1969- ), profvoetballer
- Edith Klep (1976- ), wielrenster
- Nasrdin Dchar (1978-), acteur
- Kiki Heshof (2005-), voetbalster

### Bekende (oud-)inwoners van Steenbergen
- Gijsbrecht Dimmer, drossaard van Steenbergen 1627-1637.
- Koos Moerenhout, wielrenner[20]
- Jelle Vervloet, hoogleraar
- Gerard Bruinsma, arts
- Leonard de Gou, Nederlands burgemeester
- Flip Veldmans, organist en componist
- Arnold Wensink, dirigent
- Han Leune, emeritus hoogleraar Erasmus Universiteit Rotterdam, oud-voorzitter van de Onderwijsraad[21]
- Gerrit Santing, beeldhouwer
- Willem van Ham, historicus en archivaris

## Fotogalerij

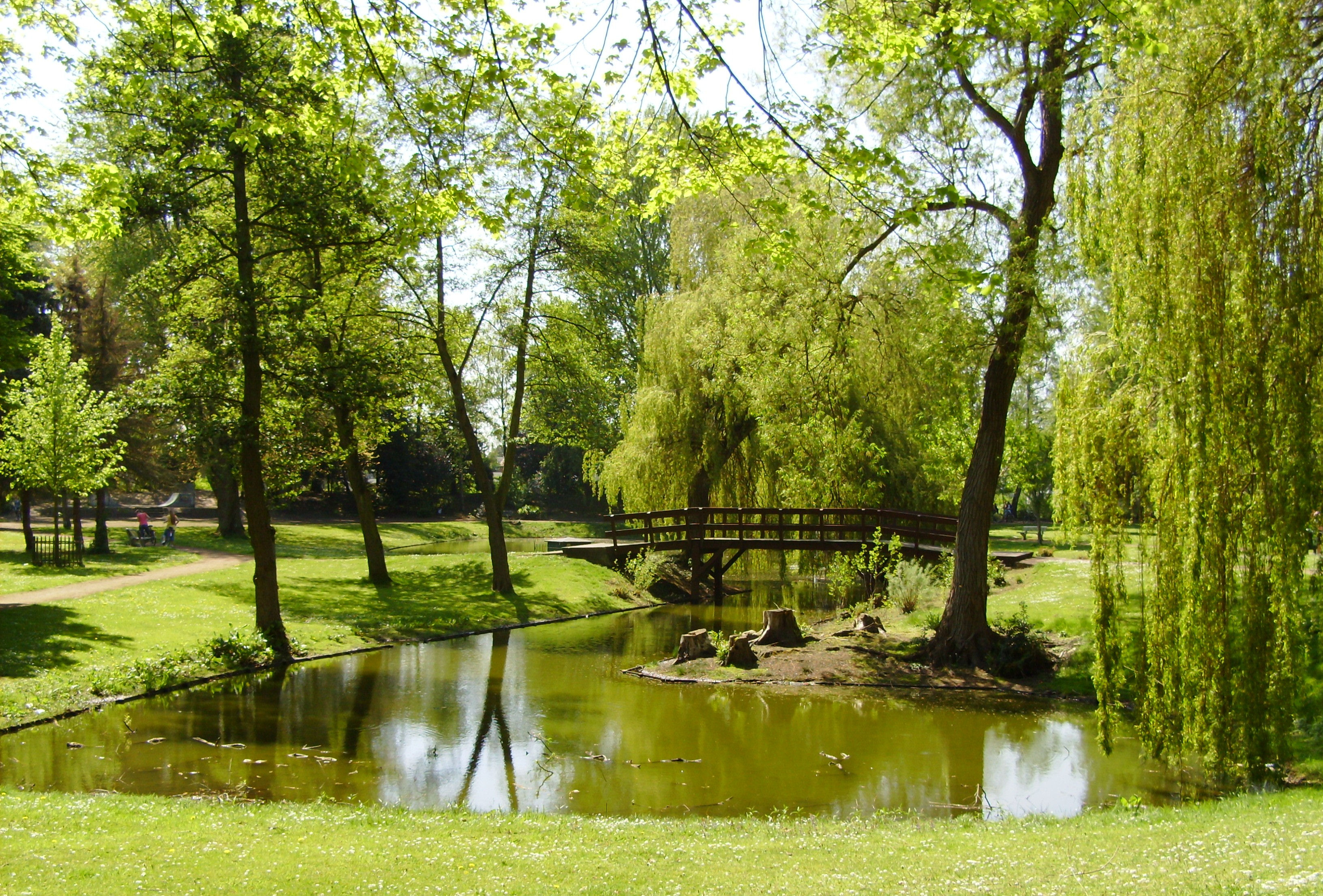
Het stadspark.
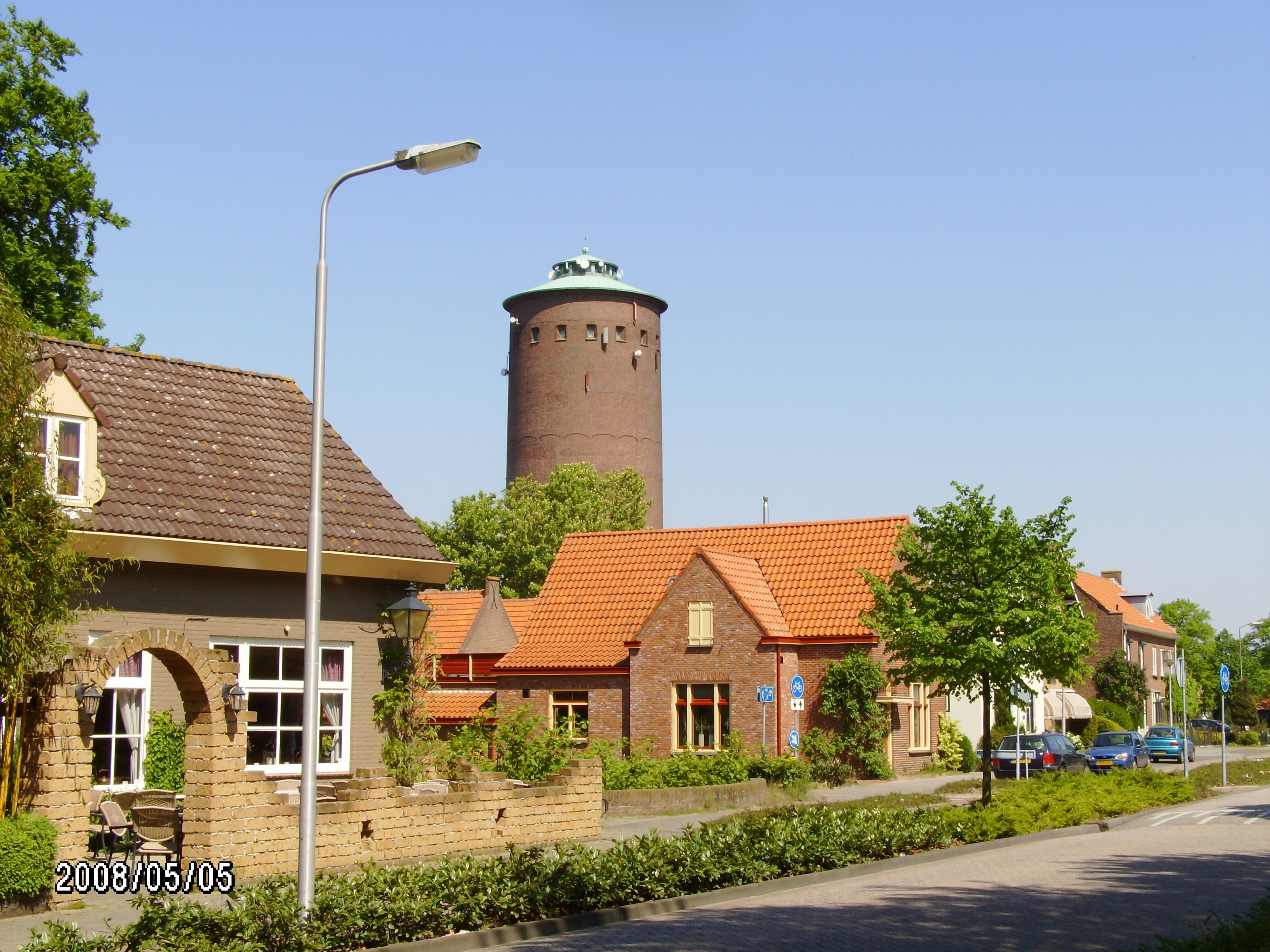
De Watertoren.
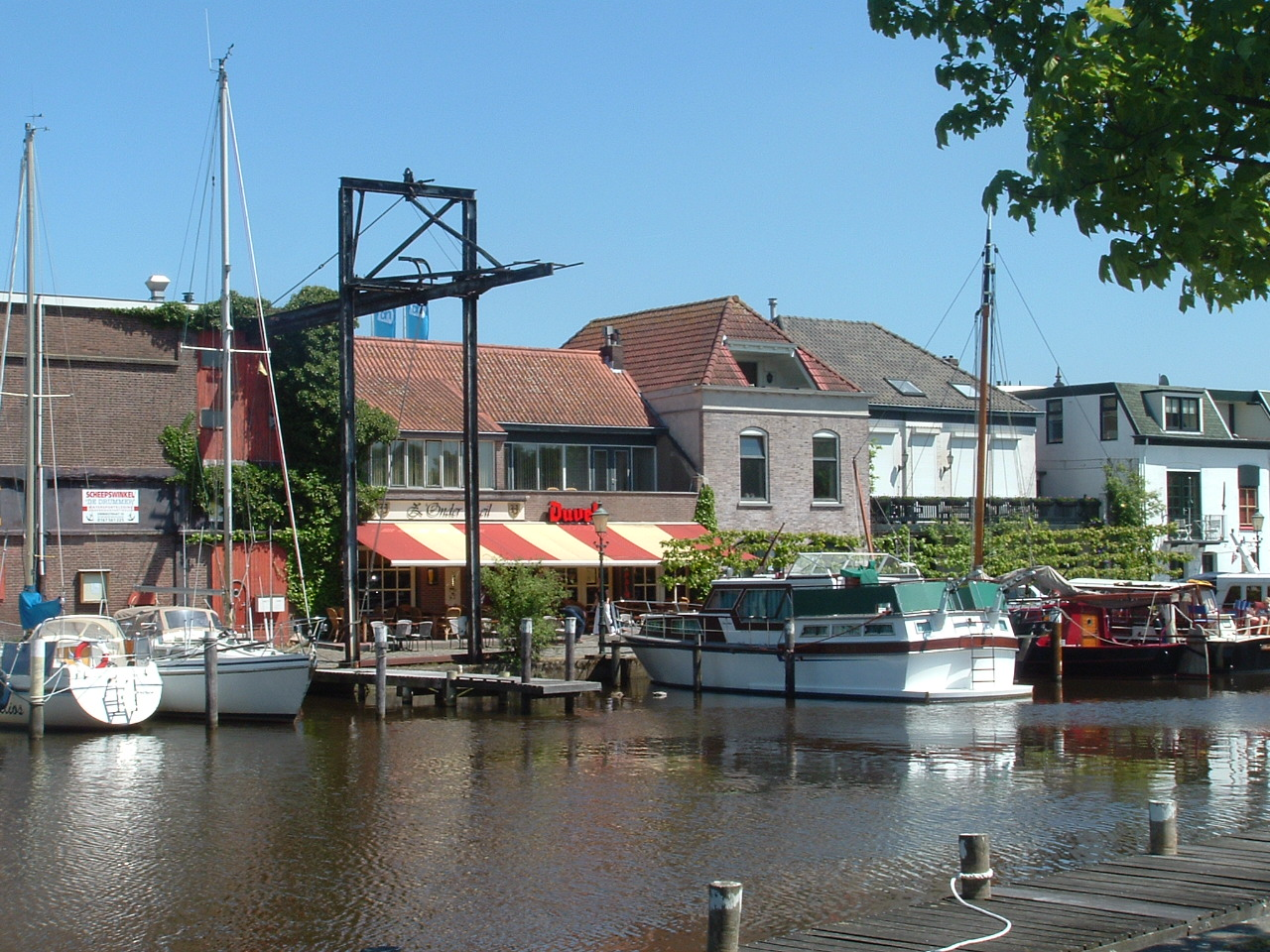
Zicht op bierproeverij "Z'Onder Zeil".
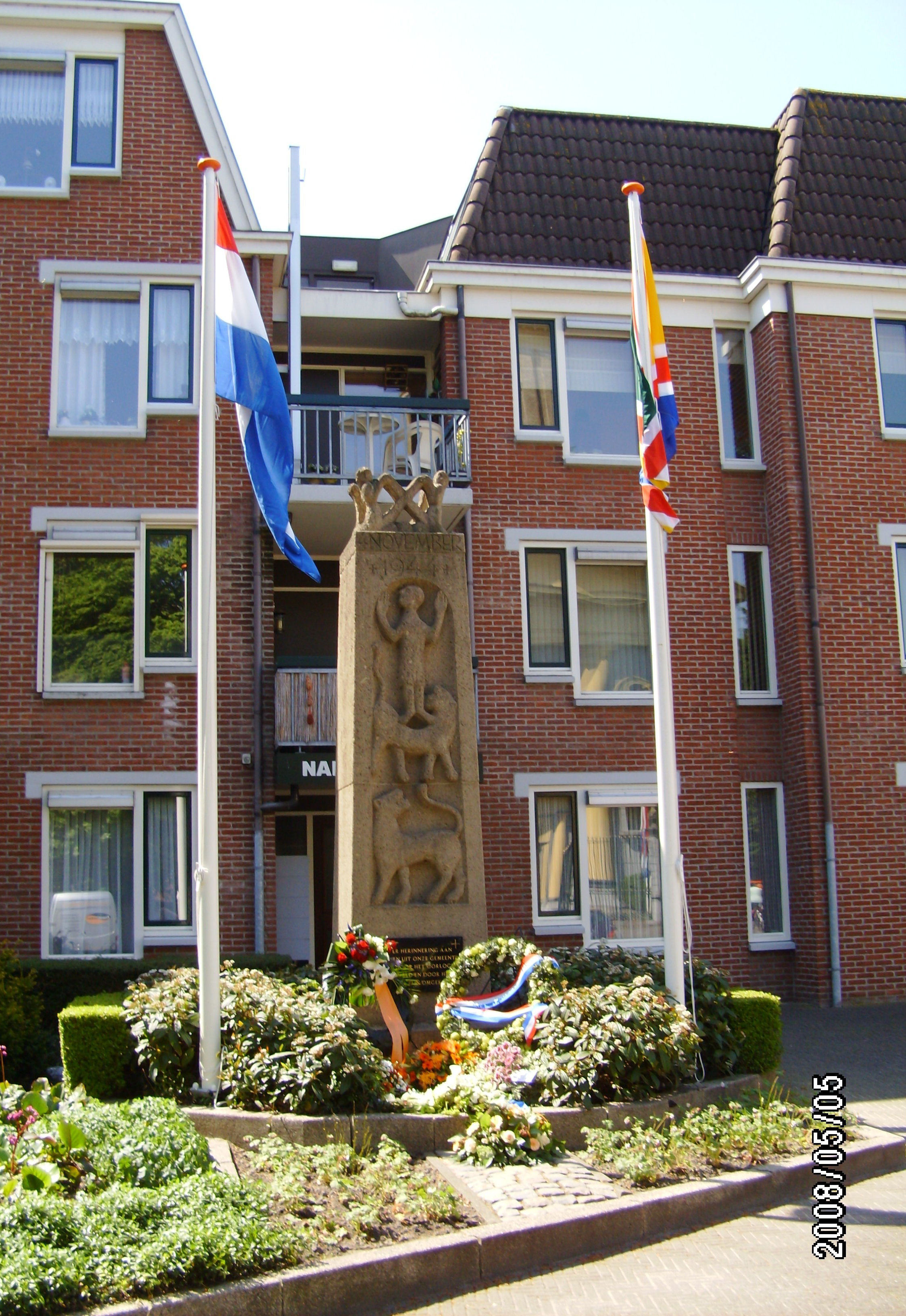
Bevrijdingsmonument.
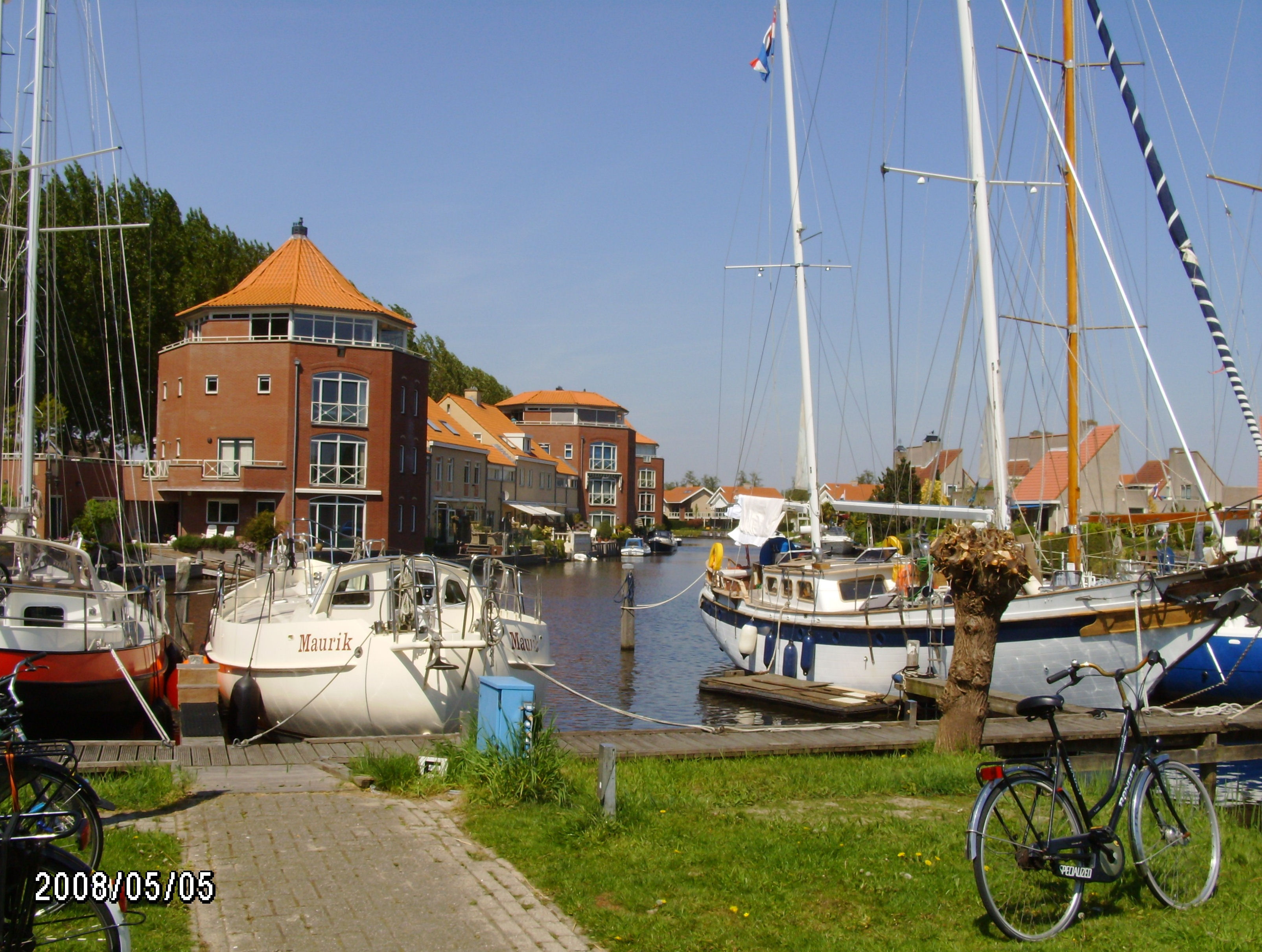
Middelste gedeelte Steenbergse stadshaven.
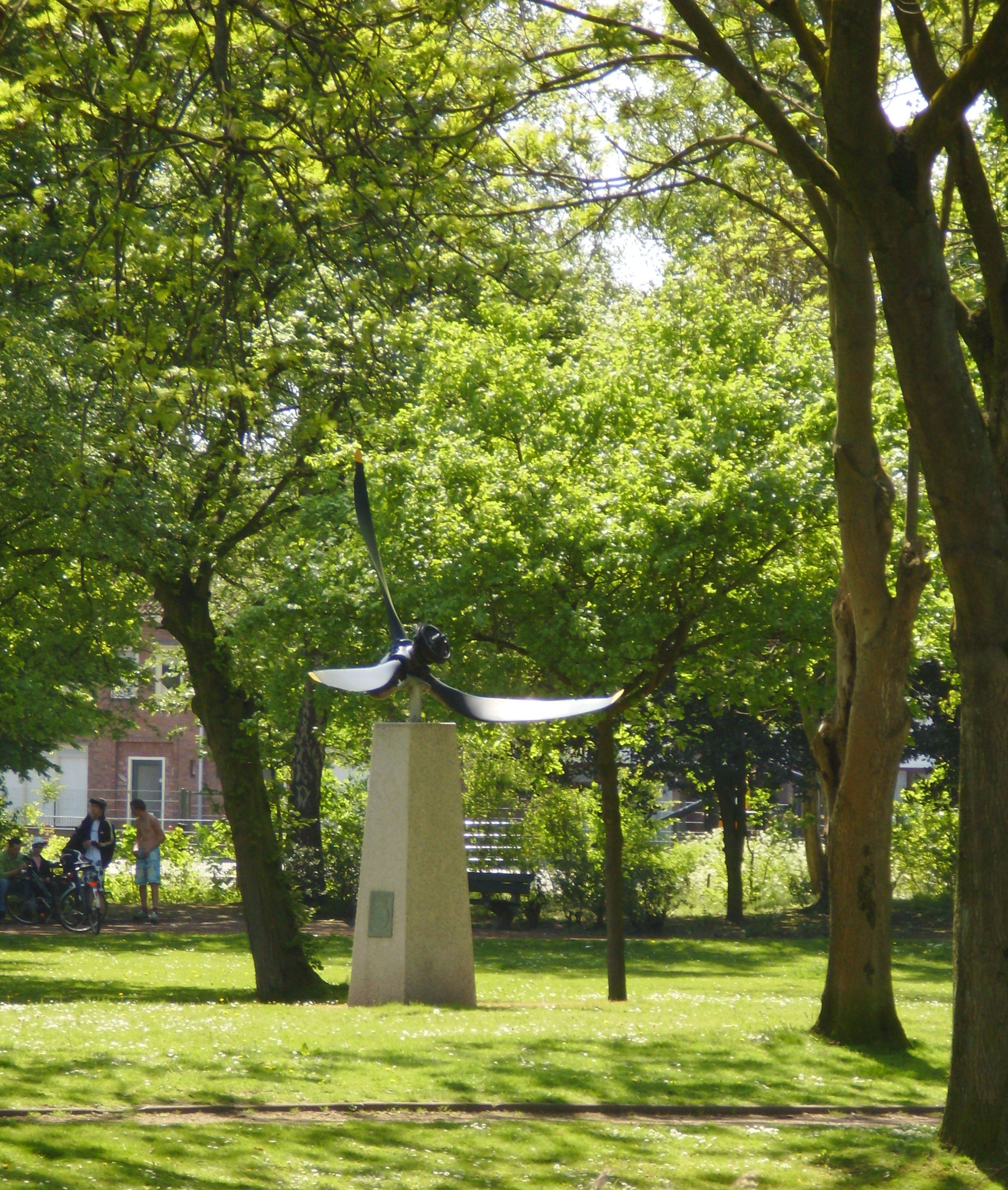
Dambustersmonument in park.
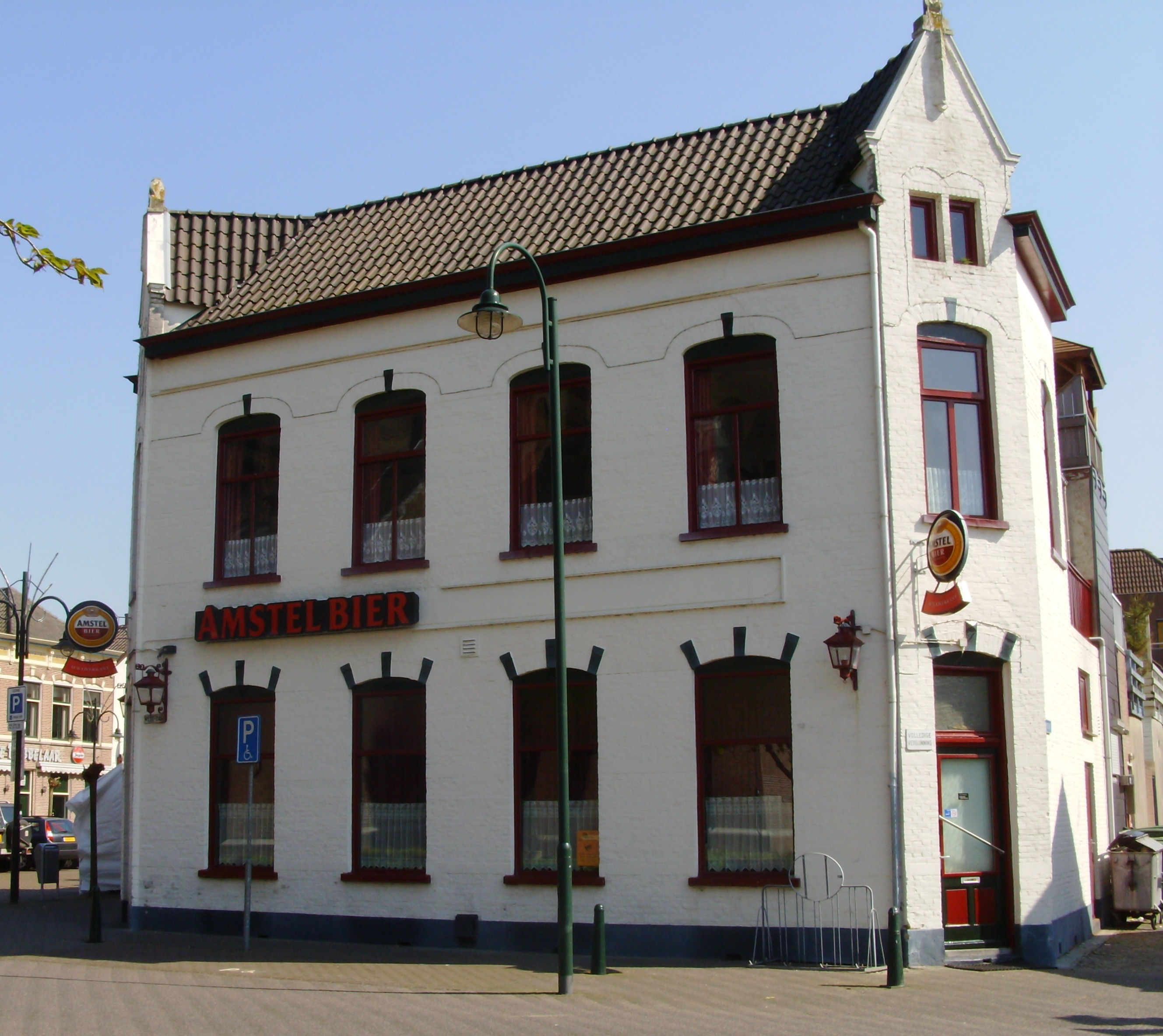
Café D'n Overkant, aan de markt.
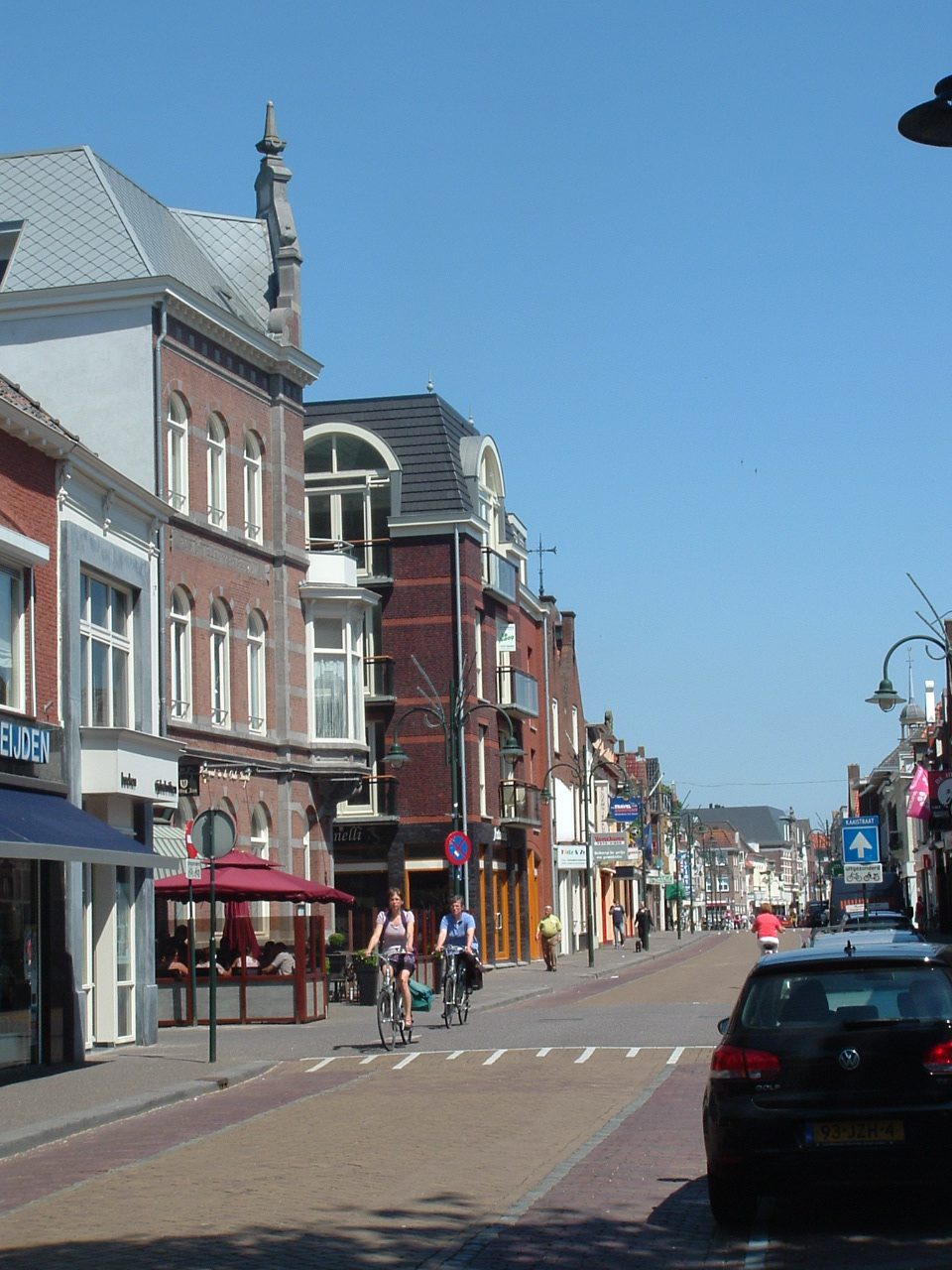
Zicht op de Kaaistraat.
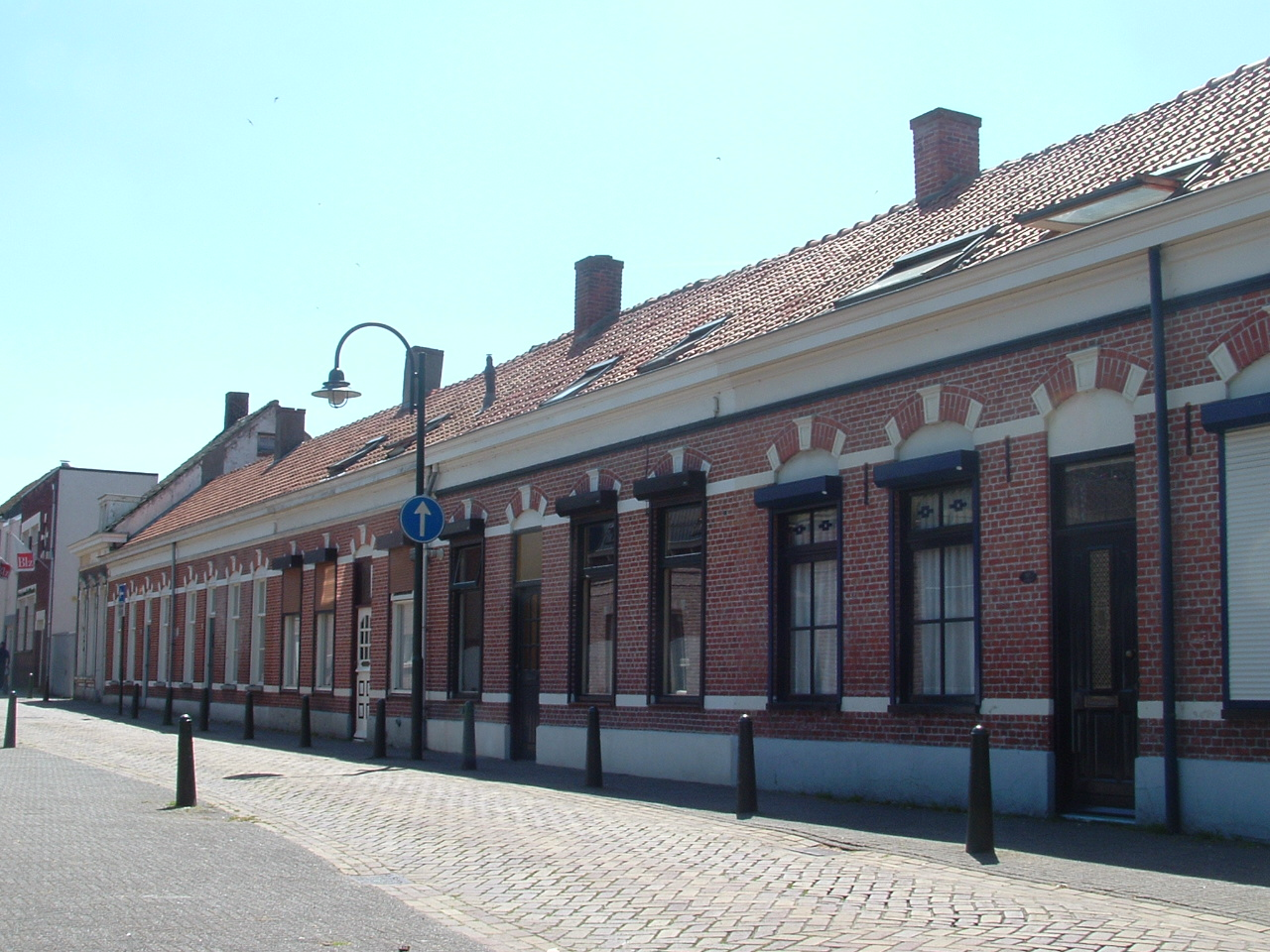
Typische huisjes in de Kromme Elleboog.
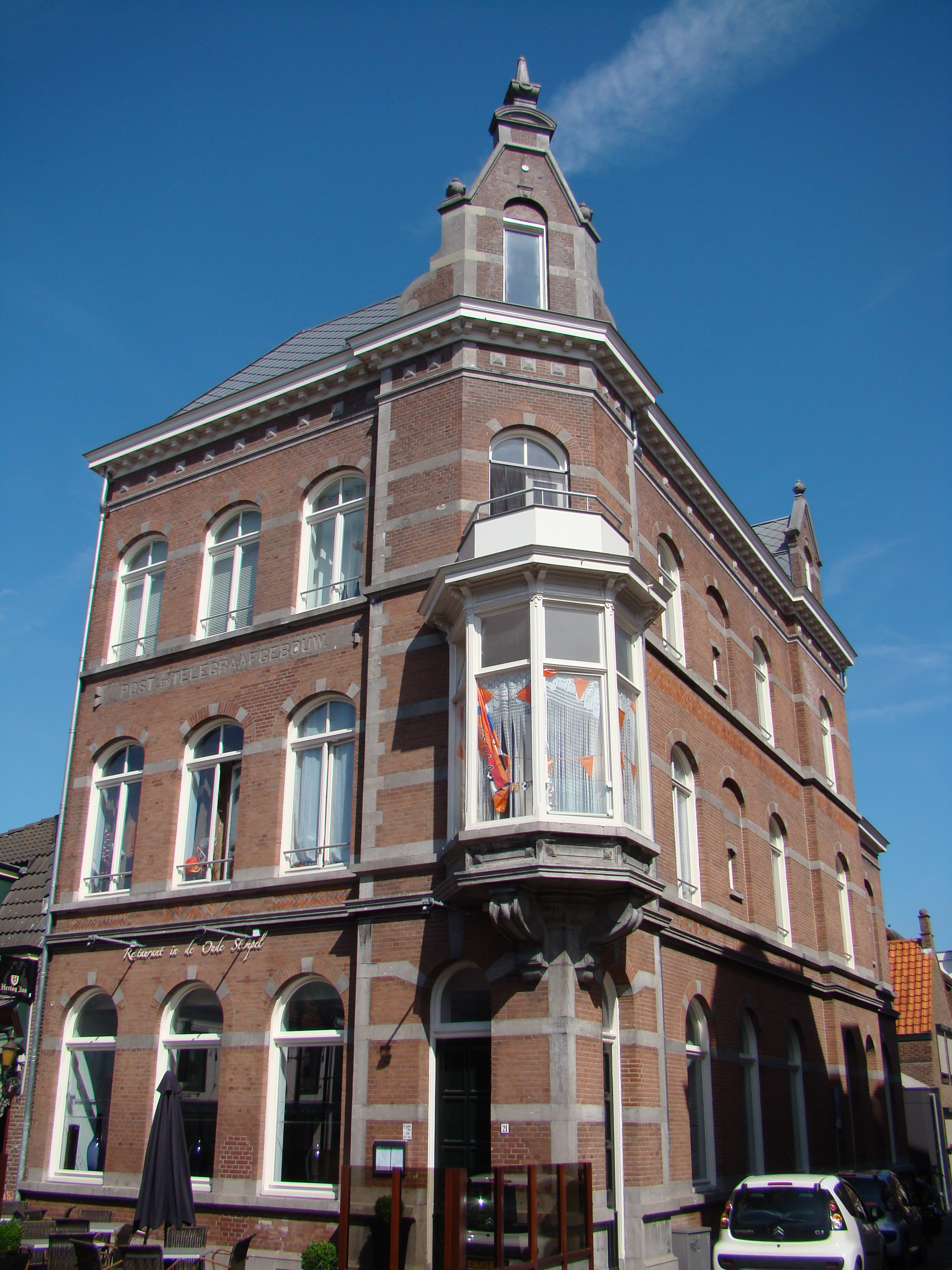
Voormalig Post- en Telegraafgebouw.
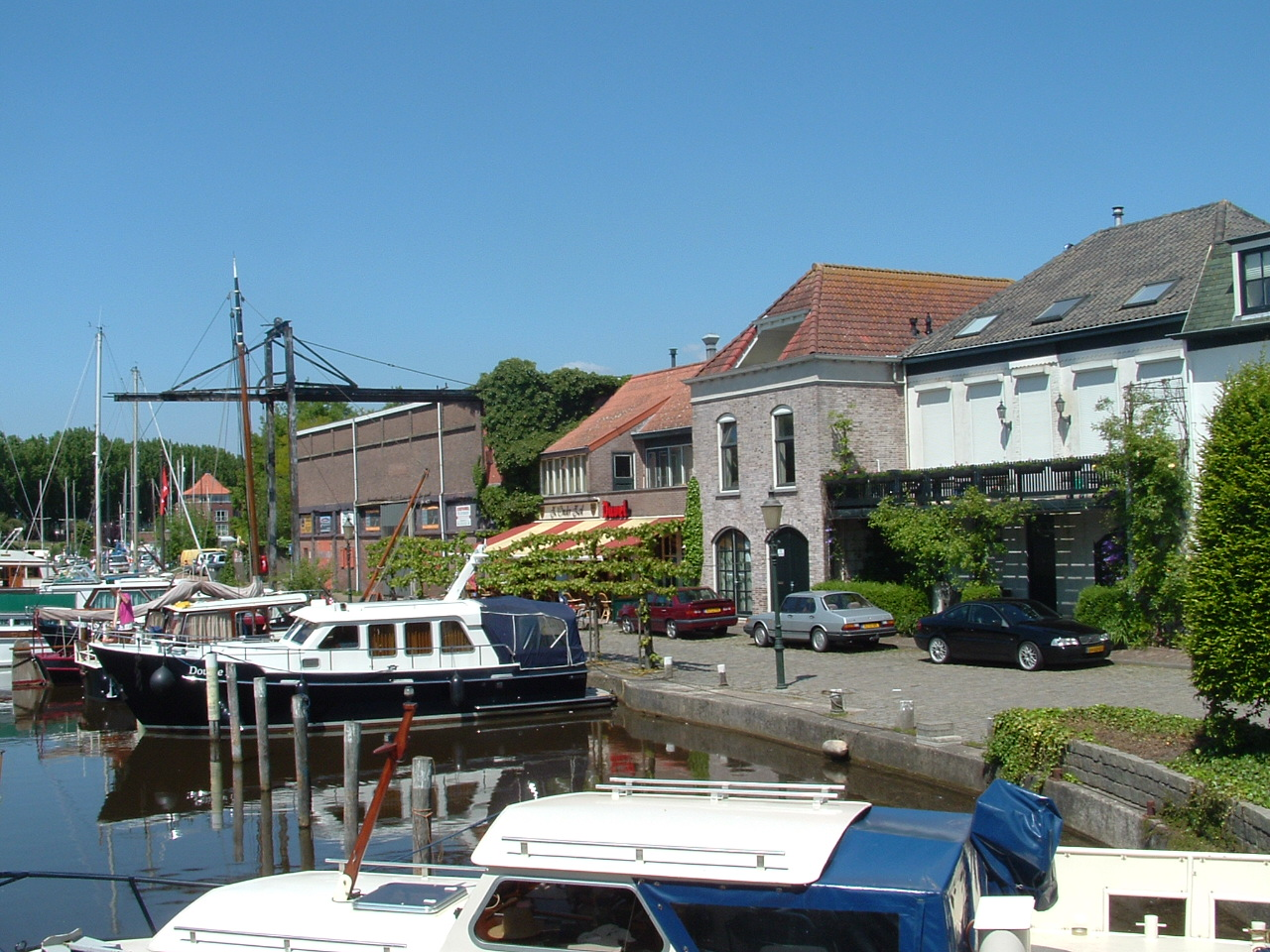
Binnenste gedeelte Steenbergse stadshaven.
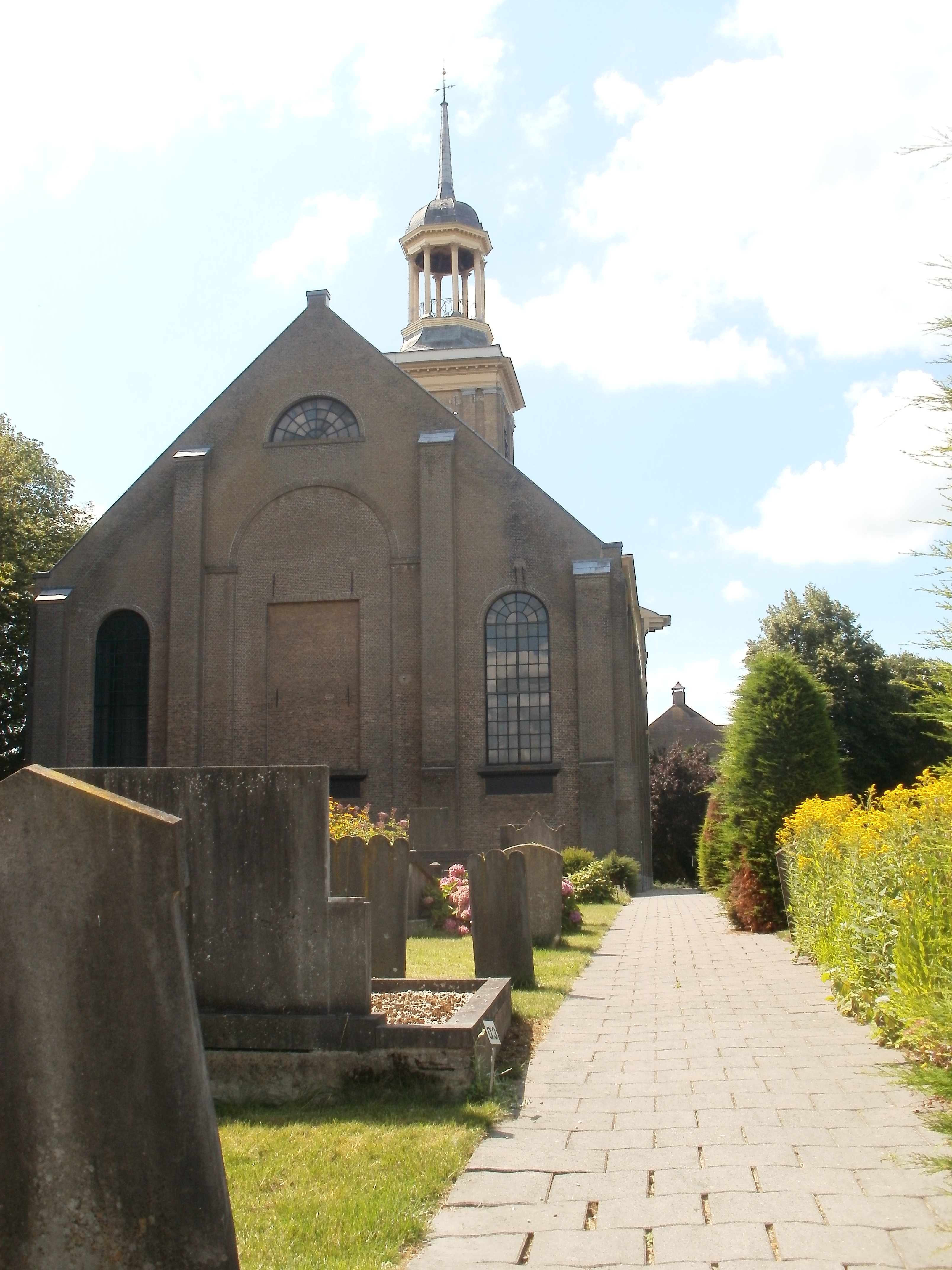
Kerkhof achter de Protestantse Kerk.

## Nabijgelegen kernen
Lepelstraat, Welberg, Dinteloord, De Heen, Kruisland.